# Das Kapital. Band I
Der Wilhelm Wolff gewidmete erste Band von Das Kapital (Karl Marx) trägt den Titel „Der Produktionsprozeß des Kapitals“ und erschien Mitte September 1867 beim Hamburger Verleger Otto Meissner. Der Band geht der Frage nach, welchen Gesetzmäßigkeiten das Produzieren von nützlichen Dingen in einer Gesellschaft folgt, deren Reichtum in Waren, also dem tauschbaren Wert dieser nützlichen Dinge besteht. Viele der breit diskutierten Thesen, wie die Grundlagen der sog. Arbeitswerttheorie, werden bereits hier entwickelt.

## Inhalt

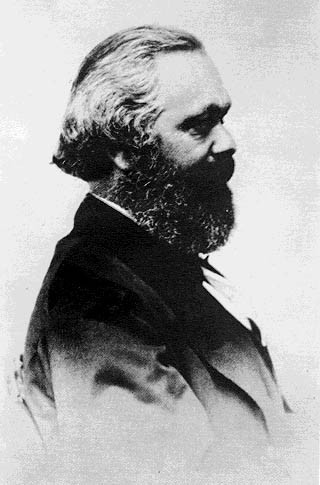
Karl Marx im Erscheinungsjahr des ersten Bandes Des Kapitals (1867). Nur diesen Band konnte er zur Publikation fertigstellen, die anderen beiden Bände erschienen posthum, herausgegeben von Friedrich Engels.

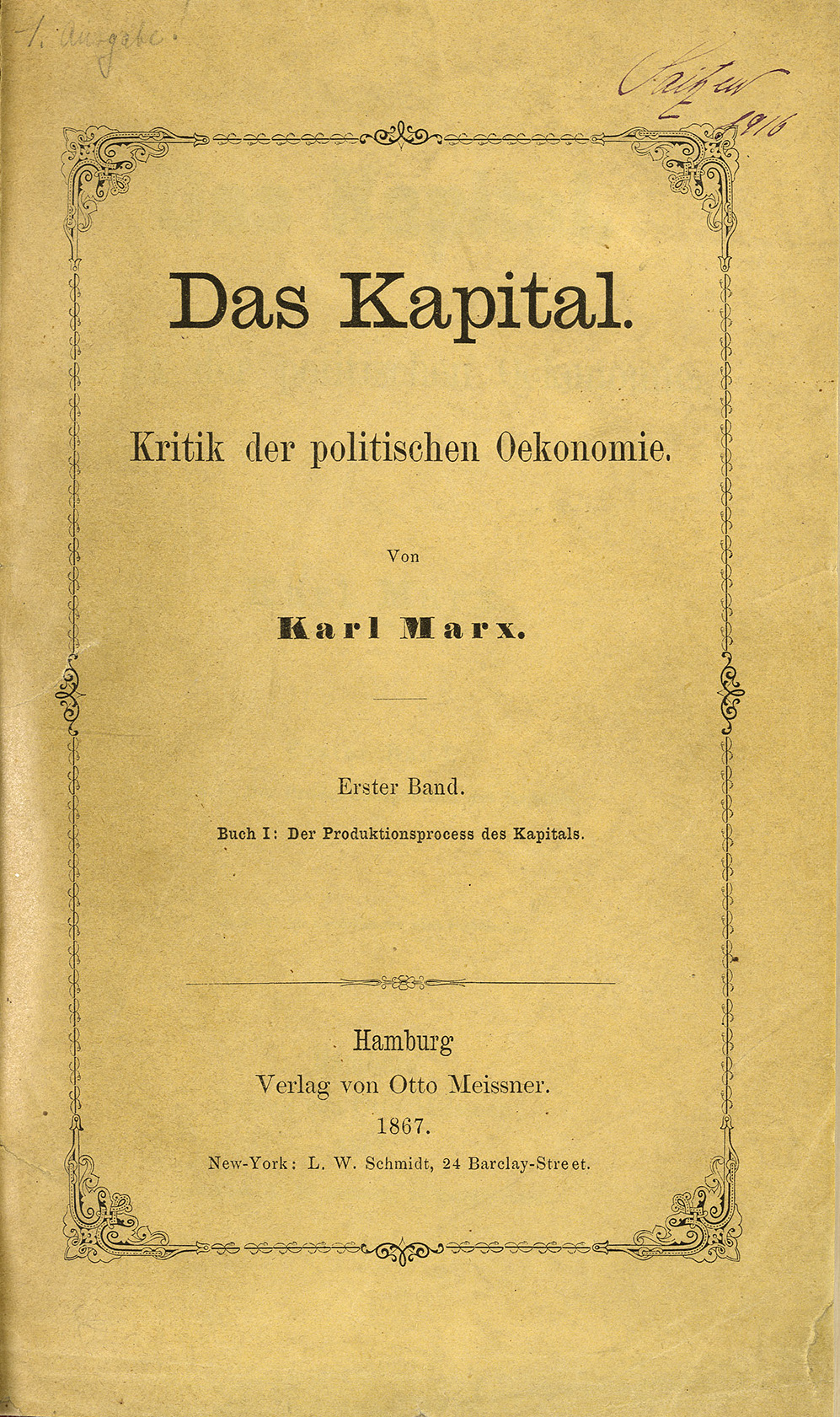
Titelblatt der Erstausgabe 1867

### Vorwort zur ersten Auflage
Mit dem Werk sollen die „kapitalistische Produktionsweise und die ihr entsprechenden Produktions- und Verkehrsverhältnisse“ erforscht werden, d. h. die unter kapitalistischer Produktion herrschenden Gesetze, die sich notwendig durchsetzenden Tendenzen, „das ökonomische Bewegungsgesetz der modernen Gesellschaft“. (S. 11–15) Marx fasst „die Entwicklung der ökonomischen Gesellschaftsformation als einen naturgeschichtlichen Prozeß“ auf. (S. 16) Der Einzelne, etwa der Kapitalist, ist daher nicht verantwortlich für die Verhältnisse, deren Geschöpf er ist.

### Erster Abschnitt: Ware und Geld

#### 1. Kapitel: Die Ware
Gegenstand der Erklärung ist die kapitalistische Wirtschaftsweise, deren erstes Charakteristikum darin liegt, dass die einzelne Ware die Elementarform des von ihr produzierten Reichtums darstellt. Die „Kritik der politischen Ökonomie“ beginnt deswegen mit der Analyse der Ware. (S. 49)
Der Gebrauchswert (GW)
Die erste Eigenschaft der Ware ist, dass sie ein fürs menschliche Bedürfnis passend gemachtes Stück Natur ist; ein Ding, notwendig und nützlich für das Leben. Sie ist ein GW und damit der stoffliche Reichtum der kapitalistischen Gesellschaft. Der GW einer Sache hat seinen Grund in deren Eigenschaften. Diese Bestimmtheit macht sie zu Mitteln von je besonderen Bedürfnissen. Um ein Bedürfnis zu befriedigen, muss der GW in passender Menge zur Hand sein. Das Maß dieser Mengen kann nur GW derselben Sorte messen (Du sollst nicht Äpfel und Birnen addieren!). Daher – entgegen Nutzentheorie, welche die Nützlichkeit von den GW trennt und „das Bedürfnis“ als Abstraktion von seiner bestimmten Qualität konstruiert – sind GW, wie die auf sie bezogenen Bedürfnisse, inkommensurabel.
Die Benutzung des GW ist der – produktive oder individuelle – Konsum. Dabei kommt es nicht darauf an, ob zur Herstellung viel oder wenig Arbeitsaufwand nötig war. Die produzierten GW bilden den sachlichen Reichtum jeder Gesellschaft. Die kapitalistische Besonderheit liegt darin, dass die GW für den Markt produziert werden. (S. 49–50)
Der Tauschwert (TW) bzw. Wert
Die ökonomisch wesentliche Bestimmung der Ware ist, dass sie für den Austausch bestimmt ist. Der TW der Ware sieht von der Qualität des GW ab, denn sein quantitatives Verhältnis zu anderen TW beruht auf qualitativer Gleichsetzung unterschiedlichster Waren. Das „gemeinsame Dritte“, der Wert, ist keine stoffliche Eigenschaft, die aus dem GW kommt, sondern eine praktizierte Abstraktion vom GW.
Der TW erscheint als etwas Zufälliges. Es ist auf dem Markt jede einzelne Ware austauschbar gegen jede andere. Die mannigfaltigen Austauschverhältnisse zeigen, dass der TW nicht durch das besondere Verhältnis zweier Güter bestimmt ist. Der TW der Waren einer Art drückt ihr Gleiches mit anderen aus, ist die Ausdrucksweise eines von ihnen unterscheidbaren Gehalts. Die Tauschbarkeit der Waren beruht auf einer allgemeinen Eigenschaft, die sie überhaupt erst verrechenbar macht. Nur diese einheitliche Qualität macht sie überhaupt quantitativ vergleichbar.
Die Quelle des Werts (wertbildende Substanz)
Die Gemeinsamkeit aller Waren ist, dass sie Produkte von Arbeit sind. Als TW sind sie die praktizierte Abstraktion von ihrem besonderen Inhalt und Zweck. Mit der Nützlichkeit der Arbeitsprodukte verschwindet der Nutzen der auf sie verausgabten Arbeit. Als TW sind sie reduziert auf „abstrakt-menschlicher Arbeit“. „Als Kristalle dieser ihnen gemeinschaftlichen Substanz sind sie Werte – Warenwerte.“ (S. 52)
Jede Arbeit ist so gut wie die andere, konkrete Arbeit gilt dabei als unterschiedslose menschliche Arbeit. Dies ist die Voraussetzung dafür, dass das Arbeitsprodukt, welches Nicht-Gebrauchswert für den Produzenten ist, zum Tausch gelangen kann. Wie der TW der Arbeitsprodukte ist auch die abstrakt-menschliche Arbeit – die „Wertsubstanz“ (S. 81) – keine willkürliche Abstraktion, sondern der Maßstab, der praktisch an jeder konkreten Arbeit geltend gemacht wird.
Die Wertgröße
Eine Ware hat nur einen Wert, weil abstrakt menschliche Arbeit in ihr vergegenständlicht ist. Also ist die Wertgröße bestimmt durch das Quantum der in ihr enthaltenen ‚wertbildenden Substanz‘, abstrakter Arbeit. Die Quantität der abstrakten Arbeit misst sich an ihrer Zeitdauer (Stunde, Tag), Arbeitszeit.
Arbeitszeit als Grund des Werts
Alle Arbeit gilt im Austausch der Produkte als Exemplar der gesellschaftlich normalen Verausgabung; die individuell verschiedenen Produktionsbedingungen, Intensität der Arbeit und Geschick der Produzenten werden diesem Maß des Werts subsumiert. Erst im Vergleich über den Austausch stellt sich also heraus, was die geleistete Arbeit wert war. Wo es um TW als Zweck der Arbeit geht, spielt Vorliebe, Tradition eines speziellen Gewerbes keine Rolle, Produktionszweigwechsel bzw. Mobilität ist selbstverständlich.
Das Geld
Die Reduktion aller verschiedenen Waren auf ihre gemeinsame Wertqualität existiert praktisch in ihrer Gleichsetzung mit einer Ware, die als von der Warenvielfalt unabhängige selbständige Wertgestalt fungiert. Sie verkörpert allen Waren gegenüber Wert und erhält dadurch die Form unmittelbarer Austauschbarkeit mit allen anderen Waren: Geld.
Die Geldware enthält den Gegensatz von GW und Wert unmittelbar an sich selber. Ihr GW ist, die selbständige Existenzweise des Werts und damit die universelle Zugriffsmacht auf den stofflichen Reichtum der Gesellschaft. Geld ist der Zweck der Produktion. Geld ist die Verkörperung des abstrakten Reichtums der kapitalistischen Gesellschaft.
Der „Fetischcharakter“ der Ware
Durch den in der Ware enthaltenen Gegensatz von GW und TW erscheint der spezifisch-gesellschaftliche Charakter der Arbeit als notwendige Eigenschaft von Sachen (Waren bzw. Geld). Wahr ist, dass der Zweck der Arbeit in Ware und Geld vergegenständlicht ist. Den Notwendigkeiten von Ware und Geld folgen die unabhängigen Privatpersonen, indem sie ihren Vorteil verfolgen und dabei mit Marktbedingungen konfrontiert werden, die sich „hinter ihrem Rücken“ einstellen. Fetisch ist, wenn man nicht zur Kenntnis nimmt, dass es sich dabei um einen herrschenden ökonomischen Zweck handelt, sondern ein Bewusstsein von quasi-natürlichen Eigenschaften der GW entwickelt.
Grund des „Fetischs“ ist, dass die Bürger den Zwang, den die sachlichen ökonomischen Verhältnisse darstellen, als ihre Chance behandeln; als Freiheit, die sich auf den Zweck dem sie dient, wie auf eine vorausgesetzte Bedingung ihrer Betätigung bezieht und ihn als sachgerechte Entscheidung des eigenen Interesses praktiziert. Dafür müssen alle Produzenten die ihnen gewährte Freiheit an die Erfordernisse einer dem Wert unterworfenen Produktion anpassen. Die Freiheit bildet also keinen Gegensatz zum ökonomischen Zwang, sondern ist Mittel der Konkurrenz um den TW im Rahmen der kapitalistischen Gesellschaft.

#### 2. Kapitel: Der Austauschprozeß
Das Geld ist das gesellschaftlich gültige allgemeine Äquivalent, in dem alle Waren ihr Wertdasein objektiv ausdrücken. Die Waren müssen sich daher im Austauschprozess – als gesellschaftliches Verhältnis der die Warenbeziehungen vermittelnden Subjekte – auf das Geld beziehen. Dass die Privatproduzenten sich als Repräsentanten der Warenwerte, d. h. als Käufer und Verkäufer gegenübertreten, unterstellt die Anerkennung des Privateigentums: Eigentum heißt Trennung von Bedürfnis und Mitteln seiner Befriedigung als Bedingung ihres Zusammenkommens – unter der Voraussetzung der Preisrealisierung.
Weil die Dinge des Genusses etc. mir nicht gehören, sondern anderen, trete ich als Käufer an und schaffe das Geld herbei, um den Warenpreis zu realisieren.
Die Gültigkeit des Rechtsverhältnisses ist eine Sache des Staates. Die politische Gewalt ist nötig – sie macht den Ausschluss per Privateigentum zur allgemeinen Lebensbedingung und sorgt für dessen Respektierung – damit das freiheitliche Verhältnis der Personen zur Welt der Waren und des Geldes, und entsprechend zueinander, möglich ist (Kein Mensch macht einen Vertrag, wenn nicht Gültigkeit durch politische Gewalt gegeben ist und gewusst wird). Statt persönlicher Abhängigkeit herrscht die Freiheit ökonomischer Charaktermasken, d. h. Unterwerfung unter den gesellschaftlichen Charakter der Waren, deren Zweck gar nicht in ihrem Gebrauch besteht.
Geldfetisch
Wenn der Staat die gesellschaftliche Gültigkeit seines Geldes und damit den Austausch als dauerhaftes, die gesellschaftliche Produktion und Verteilung der Güter im Gemeinwesen bestimmendes, ökonomisches Verhältnis setzt, dann bezieht jeder Privatproduzent seine Waren im Austauschprozess auf das Geld als vorgefundenes gesellschaftlich gültiges Äquivalent. Auf diese Weise reproduziert sich die gesellschaftliche Objektivität dieses Verhältnisses im bewussten Handeln der Individuen. So gewinnt der Warenfetisch im Geld seine gegenständliche Vollendung.

#### 3. Kapitel: Das Geld oder die Warenzirkulation
Die Realisierung des Warenwerts stellt sich als Beziehung der Ware auf das Geld dar und erzeugt dadurch besondere Formbestimmungen, die als Kategorien der Warenzirkulation zugleich Funktionen des Geldes sind.

##### Maß der Werte
Die erste Funktion des Geldes „besteht darin, der Warenwelt das Material ihres Wertausdrucks zu liefern oder die Warenwerte als gleichnamige Größen, qualitativ gleiche und quantitativ vergleichbare, darzustellen. So funktioniert es als allgemeines Maß der Werte“ (S. 109).
Eine spezifische Ware, Gold, dient als Verkörperung des Werts und ist als solche das einheitliche Maß des Werts aller anderen Waren.
Alles hat seinen Preis, das heißt, jede Ware ist als bloßer Stellvertreter des eigentlichen gesellschaftlichen Reichtums mit einem Quantum Geld gleichgesetzt. Für diese Funktion des Geldes ist dessen Existenz bloß unterstellt, sein wirkliches Vorhandensein in dem entsprechenden Umfang nicht vonnöten, denn der Ausdruck des Warenwerts im Preis ist nur ideell.
Eine zweite Funktion verrichtet das Geld als Maßstab der Preise (S. 112): Durch die Fixierung der Geldware als technischem Maßstab – ursprünglich als festgesetztes Metallgewicht – und die Einteilung in aliquote Einheiten (z. B. Euro & Cent) vergleichen sich unterschiedliche Preise untereinander.
Die Staatsmacht sorgt für die objektive Gültigkeit des Wertmaßes und die Verbindlichkeit des Preismaßstabs, also für die Notwendigkeit des Geldverdienens, um an die Mittel des Bedarfs zu gelangen.
Das „harte Geld lauert hinter dem ideellen“ (S. 118), weil der Zugang zum konkreten Reichtum – Gebrauchswert – davon abhängig gemacht ist, dass man das nötige Geld hat. Der durch das Privateigentum gesetzte Zwang zum Tausch stiftet einen gesellschaftlichen Zwangszusammenhang, der sich als „Bedürfnis“ nach Geld bzw. als Schranke der Verfügung darüber geltend macht.

##### Zirkulationsmittel
Der Preis drückt aus, dass die Ware von Geld gekauft werden kann und macht ihre Gleichsetzung mit dem Gold als ideelle objektiv, fordert also ihre Realisierung. Die Realisierung der Einheit mit dem allgemeinen Äquivalent, die an der preisbestimmten Ware nur ideell gegeben ist, kann aufgrund der Trennung der Geldware von allen Waren nur als tatsächliches Übergehen der Ware in Geldform geschehen.
So vermittelt das Geld den Austausch von beliebigen Waren. Ohne das dazwischentretende Geld findet Händewechsel von Gebrauchswerten im Kapitalismus nicht statt; der Austauschprozess der Waren vollzieht sich also in der Figur Ware-Geld-Ware (W-G-W). Dabei ist nicht gesellschaftliche Verbreitung nützlicher Arbeitsprodukte der Zweck, denn das Zirkulationsmittel Geld erweist sich als die entscheidende Bedingung und Schranke, von deren Erfüllung W-G-W abhängt: Die Ware hat ihre Verkäuflichkeit zu beweisen.
Diese hängt nicht nur an entsprechendem Bedürfnis, sondern auch an dessen Zahlungsfähigkeit. Ob und wie viel Geld eine Ware an sich zieht und ob der Kaufinteressent in ihren Besitz gerät, entscheidet sich an Verfügung über Geld bzw. am Preis der gewünschten Sache. Die Trennung von Verkauf und Kauf enthält demnach einen handfesten Gegensatz (S. 127).
Auf beiden Seiten kommt es aufs Geld an: der Käufer unterstellt den erfolgreichen Verkäufer und umgekehrt der Verkäufer den zahlungskräftigen Kunden (S. 125), so dass W-W oft gar nicht passiert. Resultat sind unverkäufliche Waren und unerfüllte Bedürfnisse.

##### Geld
Weil das Geld innerhalb der Zirkulation nur als ideelles fungiert, muss die wirkliche Darstellung des Werts im Geld als dessen Festhalten gegen die Zirkulation erfolgen, also an die Stelle der Funktionalisierung des Geldes für die Zirkulation muss die Realisierung der Warenpreise mit reellem Geld als Endzweck treten.
Die Notwendigkeit der Teilnahme am Stoffwechsel per Austausch schafft das Bedürfnis nach Verfügung über Geld, gegen seine bloße Anwendung fürs Bedürfnis. Die Bedingung des Stoffwechsels – die Beschaffung von Geld – ist der Zweck des Marktes. Arm ist und bleibt, wer das Geld bloß als Mittel verwendet, es für den Kauf von Konsumgütern ausgibt. Die gesellschaftliche Macht des Geldes existiert und taugt deswegen nur als Privatbesitz.
Der Schatzbildner
praktiziert dieses Bedürfnis als Festhalten des Geldes aus dem Verkauf, durch Verzicht auf den Kauf, d. h. auf die Macht über die Genüsse ist er scharf, für sie entsagt er ihrer.
Lächerlich und amoralisch (Habgier, Geiz) ist er nicht wegen dieses Zwecks, sondern wegen des Widerspruchs seiner Verfolgung.
Der Schatzbildner exekutiert den Widerspruch zwischen qualitativer Schrankenlosigkeit und quantitativer Beschränktheit des Geldes zu Lasten seiner Bedürfnisse, wenn er die Freiheit zu ihrer Befriedigung erweitert; er kann den Wert nur durch Verzicht vermehren: „opfert daher dem Goldfetisch seine Fleischeslust. Er macht Ernst mit dem Evangelium der Entsagung.“ (S. 147)
Das Zahlungsmittel
Obgleich der Schatz nur im Verhältnis zur Zirkulation seine Identität als Repräsentant des allgemeinen Reichtums bewahrt, beruht er doch auf ihrer Unterbrechung, schließt seine Form die Bedingung seiner Existenz aus. Als verselbständigtes kann das Geld also nur fungieren, wenn der in der Form der Warenzirkulation enthaltene Zweck – der Stellenwechsel der Ware – nicht negiert, sondern verwirklicht wird. Die Zirkulation muss eine Gestalt annehmen, in der sich die Veräußerung der Waren ebenso vollzieht wie das Festhalten des wirklichen Geldes als realisiertem Preis; Kauf und Zahlung müssen sich trennen.
Das Zahlungsmittel macht den Zweck des Geldmachens von vorübergehender Zahlungsunfähigkeit des Käufers unabhängig. Kredit ist eine seriöse Technik der Marktbeteiligung: Sie unterstellt, dass erstens genügend Geld auf Seiten des Gläubigers angehäuft ist, um die Belieferung des Marktes fortzuführen; und dass zweitens auf Seiten des Schuldners die Fähigkeit gegeben ist, aus seiner Produktion Überschüsse am Markt zu erlösen. Schulden werden zum Mittel der Vermehrung des abstrakten Reichtums. Armut ist dann die Notwendigkeit, für die Befriedigung der Bedürfnisse Geld zu leihen und mit späterem Verzicht dafür zu bezahlen.
Fungiert das Geld als ideelles Kaufmittel, wird sein reeller Erwerb zum Selbstzweck auf Seiten des Schuldners: Verkauf, um zahlen zu können – ansonsten Zwangsübergabe seiner Habe. Solange die Trennung von Kauf und Zahlung den Zusammenhang von Kauf und Verkauf ausdrückt, fungiert das Geld nur ideell als Rechengeld. Bei Störungen schlägt diese Trennung in Forderung nach Goldware um. Geld als absolute Ware enthält die Möglichkeit der Krise als Geldkrise: Der „Gegensatz zwischen der Ware und ihrer Wertgestalt, dem Geld…(wird) bis zum absoluten Widerspruch gesteigert“ (S. 152). Die Ware, der stoffliche Reichtum wird der Wertgestalt geopfert.
Das Weltgeld
Die Verselbständigung der Geldfunktion gegen die Geldware steht mit ihrer Konsequenz – den Lokalformen: Maßstab der Preise, Münze und Wertzeichen, Zahlungsmittel und Kredit – in Gegensatz zum Begriff des allgemeinen Äquivalents. Das Geld drückt seine widersprüchlichen Existenzweisen stets durch seine lokal begrenzte, damit nicht auf alle Waren bezogene Funktion aus.
Seinem Begriff entsprechend existiert Geld – universelle Vergegenständlichung des abstrakten Reichtums – im Welthandel, wo das Geld seine lokale Währungsform abstreift. Schranken, die sich aus der begrenzten Gültigkeit der Nationaluniformen des Geldes ergeben, werden überwunden, indem sie sich in Gold als der selbständigen Wertgestalt messen.

### Zweiter Abschnitt: Die Verwandlung von Geld in Kapital

#### 4. Kapitel: Verwandlung von Geld in Kapital
Das Weltgeld als notwendiges Produkt der allgemeinen Warenzirkulation steht im Gegensatz zu ihrer Form, der gesellschaftlichen Vermittlung des stofflichen Reichtums. Soll das selbständige Dasein des Werts wirklicher Zweck der Zirkulation sein, bedarf es einer Form der Zirkulation, in der das Geld nicht verschwindet, sondern Ausgangspunkt und Resultat der Bewegung, Kapital ist: G-W-G.
Weil diese selbständige Form des Werts tautologisch und beschränkt ist, ist die Vergrößerung der ursprünglichen Geldsumme, oder Mehrwert, notwendig: G-W-G'. Aus der Identität des Anfangs- und Endpunktes dieses Kreislaufs geht hervor, dass die in ihm beschriebene Bewegung endlos ist. Deswegen verleiht ihr die Differenz, welche sie hervorbringen muss, die Bestimmung der Maßlosigkeit. Entscheidend ist, dass diese selbständige Verwertung des Werts Prozess ist, Ware und Geld werden bloße Momente seiner rastlosen Bewegung.

Dieser Prozess ist Kapitalverwertung und kann nicht aus der Sphäre der Warenzirkulation erklärt werden; weder aus allgemeinem Äquivalententausch, noch aus speziellen Betrugsmanövern. Die Wertvergrößerung muss also aus der Benutzung der gekauften Ware entspringen: die Verwertung des Kapitals beruht auf Kauf und produktiver Anwendung der Ware Arbeitskraft.
Das Gegenüber des Kapitals, der Verkäufer der Arbeitskraft, ist der Arbeiter selbst: auf dem kapitalistischen Arbeitsmarkt werden die „physischen und geistigen Fähigkeiten, die in der Leiblichkeit, der lebendigen Persönlichkeit eines Menschen existieren und die er in Bewegung setzt, sooft er Gebrauchswerte irgendeiner Art produziert“ (S. 181) selbst zur Ware; die Person kann ihr eigenes Arbeitsvermögen wie Eigentum frei zum Kauf anbieten. Damit das Geld in der Hand des Kapitals zum Kommandomittel über menschliche Arbeit wird, ist das Vorhandensein einer eigentumslosen Klasse (Arbeiterklasse) unterstellt, die keine Mittel besitzt, um selbst für ihren Lebensunterhalt zu sorgen – also auch kein anderes Lebensmittel hat, als ihre eigene Arbeitskraft als Ware zu verkaufen: die in diesem Sinne doppelt freien Lohnarbeiter.
Die Verwertung des Kapitals beruht auf der Differenz zwischen der auf die Reproduktion der Ware Arbeitskraft verwandten und der im Wert der hergestellten Ware vergegenständlichten, gesellschaftlich durchschnittlichen Arbeitszeit. Die Reproduktion der Arbeiterklasse – ihr Lebensprozess – ist dem Verwertungsprozess des Kapitals unterworfen. Durch die Konsumtion der Ware Arbeitskraft wird die Arbeiterklasse zum Element des kapitalistischen Produktionsprozesses.

### Dritter Abschnitt: Die Produktion des absoluten Mehrwerts

#### 5. Kapitel: Arbeitsprozess und Verwertungsprozess

##### Arbeitsprozess
Um die Arbeit dem Zweck Verwertung zu subsumieren, muss das Kapital von seiner Identität als Wert abstrahieren und sich den Gesetzmäßigkeiten der Arbeit unterwerfen. Deshalb gilt die Untersuchung den allgemeinen Bestimmungen des Arbeitsprozess und er „ist daher zunächst unabhängig von jeder bestimmten gesellschaftlichen Form zu betrachten“ (192).
Die Arbeit ist zunächst Produktion von Gebrauchswerten und als solche „ein Prozeß zwischen Mensch und Natur, ein Prozeß, worin der Mensch seinen Stoffwechsel mit der Natur durch seine eigne Tat vermittelt, regelt und kontrolliert“ (S. 192). In diesem Prozess ist der Mensch selbstbewusstes Subjekt, das in der Veränderung der Natur seinen Zweck verwirklicht. Die praktische Einwirkung auf den natürlichen Gegenstand lässt sich von seinem Bedürfnis nach ihm leiten. Dazu muss sich sein Wille in der Konzentration auf den Arbeitsprozess bewähren. Neben der zweckmäßigen Tätigkeit, der Arbeit selbst, und ihrem Gegenstand, bildet das Arbeitsmittel das dritte Moment des Arbeitsprozesses. Mit ihm überwindet der Mensch die in seiner natürlichen Ausstattung gegebenen Schranken für die Formveränderung des Gegenstandes: „Er benutzt die mechanischen, physikalischen, chemischen Eigenschaften der Dinge, um sie als Machtmittel auf andre Dinge, seinem Zweck gemäß, wirken zu lassen.“ (194)
Diese Bestimmungen zweckmäßiger Herstellung von Gebrauchswerten sind „allgemeine Bedingung des Stoffwechsels zwischen Mensch und Natur, ewige Naturbedingung des menschlichen Lebens und daher … allen Gesellschaftsformen gleich gemeinsam“ (198). Der kapitalistische Arbeitsprozess zeigt zwei Besonderheiten: Erstens hat der Arbeiter das Eigentum an seiner Ware (Arbeitskraft), die er verkaufen muss; ihre Betätigung – die lebendige Arbeit – gehört dem Kapital. Da zweitens Arbeitsmittel und -gegenstand Eigentum des Kapitals sind, ist die Trennung der Arbeit und ihres Produkts vom Produzenten Ausgangspunkt und Resultat des Arbeitsprozess.

##### Verwertungsprozess
Die formelle Unterordnung der Arbeit unter das Kapital schließt noch nicht die Verwertung des Kapitals ein. Denn der Zweck des Kapitals ist nicht damit fertig, dass er einen Gebrauchswert produzieren lässt, „sondern eine Ware, nicht nur Gebrauchswert, sondern Wert, und nicht nur Wert, sondern auch Mehrwert“ (S. 201). Den Arbeitsprozess gibt es im Kapitalismus nur, sofern er Waren erbringt, die über die Wertsumme für Produktionsmittel und Arbeitskraft hinausgehenden Wert enthalten: der Arbeitsprozess muss sich als Verwertungsprozess bewähren.
Die Verwertung hat ihren Grund darin, dass die vom Kapital angewandte Arbeitskraft den Wert, der in Arbeitsmaterial und -mittel vergegenständlicht ist, überträgt und neue lebendige Arbeit zusetzt, die zur Herstellung der Ware gesellschaftlich notwendig ist. Die Verfügung über das Arbeitsvermögen erlaubt dem Kapital die Anwendung der Arbeitskraft über die Zeit hinaus, in der sie ihren eigenen Wert reproduziert.

#### 6. Kapitel: Konstantes Kapital und variables Kapital
Mit dem Arbeitsprozess werden auch seine Momente zu Bestandteilen des Verwertungsprozesses, die deswegen nur hinsichtlich ihrer Funktion für die Vermehrung des Kapitals bestimmt sind. Diese verschiedenen Momente „des Arbeitsprozesses nehmen verschiednen Anteil an der Bildung des Produkten-Werts“ (214).

##### Konstantes Kapital
Bildung und Erhaltung von Wert als Einheit desselben Arbeitsprozesses beruht auf dem Doppelcharakter der Arbeit. Die konkrete Arbeit überträgt „durch den besonderen nützlichen Charakter“ (215) den Wert der Produktionsmittel, da sie als Vorprodukte notwendiger Bestandteil des Endprodukts sind. Die abstrakte Arbeit setzt dem Produkt neuen Wert zu: „setzt ihn also zu …soweit sie abstrakte gesellschaftliche Arbeit“ (215).
Der Wert der Produktionsmittel (PM) wird übertragen und nicht reproduziert: Wertübertragung ist Gratisgabe der Arbeit, „die den Arbeiter nichts kostet, aber dem Kapitalisten viel einbringt“ (221).
Entsprechend dem Doppelcharakter gehen die PM unterschiedlich in den Verwertungsprozess ein. Rohmaterial und Hilfsstoffe gehen nicht, teilweise oder ganz mit ihrem GW und ganz mit ihrem Wert in die Waren ein; der GW der Arbeitsmittel geht komplett ein, aber sie geben ihren Wert nur entsprechend ihrem Verschleiß ab.
Grundsätzlich gilt für alle gegenständlichen Faktoren, dass sie „dem Produkt daher nie mehr Wert zusetzen, als sie … besitzen.“ (220). Ihr Wertteil bleibt im Verwertungsprozess unverändert: „Ich nenne ihn daher … konstantes Kapital“ (223).

##### Variables Kapital
Der subjektive Faktor des Arbeitsprozesses, das tätige, „lebendige“ Arbeitsvermögen, wird reproduziert: „Der Ersatz eines Werts durch den anderen ist hier vermittelt durch neue Wertschöpfung“ (223).
Die Bedeutung der lebendigen Arbeit für die Verwertung beruht darauf, dass sie Neuwert hervorbringt; Neuwert, unabhängig vom Wert der Ware Arbeitskraft: dieser Teil des Kapitals „reproduziert sein eigenes Äquivalent und einen Überschuß darüber; Mehrwert, der selbst wechseln, größer oder kleiner sein kann. … Ich nenne ihn daher … variables Kapital“ (224).

##### 7. Kapitel: Die Rate des Mehrwerts
Der Verwertungsprozess bringt einen „Überschuß des Werts des Produkts über die Wertsumme seiner Produktionselemente“ (226) hervor, der vom variablen Kapital (v) produziert wird. Da das konstante Kapital in der Neuwertbildung keine Rolle spielt, kann für die Untersuchung des Mehrwerts (m) von ihm abgesehen werden.
Der Exploitationsgrad des Arbeitsvermögens beruht nicht auf der absoluten Größe des Mehrwerts: m ist eine Wertgröße, deren Qualität in ihrer Beziehung auf v besteht. Diese „verhältnismäßige Verwertung des variablen Kapitals oder die verhältnismäßige Größe des Mehrwerts nenne ich Rate des Mehrwerts“ (229). Die Differenz zwischen v und m bestimmt, in welchem Grad der Produktionsprozess der Selbstverwertung des Werts unterworfen ist.
Für m wird der GW von v – flüssige Arbeit – konsumiert, sie bestimmt „die 2. Form der Mehrwertrate“ (231). Die flüssig gemachte Arbeit reproduziert mit dem von ihr geschaffenen Neuwert einerseits v, ist dadurch notwendige Arbeit. Andererseits leistet sie Mehrarbeit und schafft Neuwert der m ist. Die Selbstverwertung des Kapitals beruht damit auf dem Zeitverhältnis von notwendiger und Mehrarbeit.
Die Verausgabung von Arbeit hat im Kapitalismus nicht die Vermehrung von Produkten zum Zweck, sondern, durch das Verhältnisses von notwendiger und Mehrarbeit, die Verwertung des Kapitals, also „mißt nicht die absolute Größe des Produkts, sondern die relative Größe des Mehrprodukts den Höhegrad des Reichtums“ (243).

#### 8. Kapitel: Der Arbeitstag
… ist das Mittel des Kapitals, indem die Arbeit über die notwendige hinaus verlängert wird, um Mehrarbeit einzusaugen: „ist also keine konstante, sondern eine variable Größe. … ist daher bestimmbar, an und für sich unbestimmt.“, denn „aus der Natur des Warenaustausches (ergibt sich) selbst keine Grenze des Arbeitstags, also keine Grenze der Mehrarbeit.“ (246).
Die formelle Subsumtion des Arbeitsvermögens unter das Kapital beinhaltet im in doppelter Hinsicht eine Schranke für den maßlosen Verwertungstrieb des Kapitals: Die notwendige Arbeitszeit „nämlich den Teil des Tags, den der Arbeiter notwendig zu seiner Selbsterhaltung arbeiten muß.“ ist die Minimalschranke und die „physische Schranke der Arbeitskraft“ und ihre „moralische Schranken“ (246) bilden die Maximalschranke des Arbeitstags.
Aus der Existenz dieser Schranken ergibt sich zugleich, dass der Verwertungsprozess die Zerstörung der Arbeitskraft bewirkt, da er seiner Tendenz nach die Grenzen den Arbeitstages überschreitet. Die Bestimmung der Grenzen des Arbeitstages enthält zwei gegensätzliche Interessen mit der Konsequenz des Klassenkampfes. Nichts verdeutlicht den Charakter kapitalistischer Produktionsverhältnisse deutlicher, als dass selbst die Reproduktion der Arbeiterklasse – das Mittel der Verwertung des Kapitals – von ihr selbst erkämpft werden muss.
Das Bedürfnis des Kapitals nach Mehrarbeit erläutert Marx an überkommenen Verhältnissen (Bojar), wo seine maßlosen Ausschreitungen nicht übergipfelten, weil sie eine Schranke an den Herrschaftsbedürfnissen, der Trennung von Subsistenz- und Mehrarbeit (Fronarbeit) und dem Eigentum der Arbeiter an Produktions- und Lebensmitteln hatten.
Dann wirft er einen Blick zurück auf Englische Industriezweige ohne legale Schranke der Exploitation, „wo die Aussaugung der Arbeitskraft entweder noch heute fesselfrei ist oder es gestern noch war“ (258). Die Brutalität der Zugrunderichtung der Arbeitskraft im Zuge ihrer Benutzung charakterisiert Marx anschaulich durch das Verbot der Kinderarbeit (259f) und das staatliche Gesundheitssystem.
Schichtarbeit ist das Mittel des Kapitals, sich von der physischen Schranke des Arbeitstags unabhängig zu machen. Denn „Arbeit während aller 24 Stunden des Tags anzueignen ist daher der immanente Trieb der kapitalistischen Produktion“ (271). Da dies aber physisch unmöglich, bedarf es Trennung der Produktionszeit von der individuellen Arbeitszeit, „der Abwechslung der bei Tag und Nacht verspeisten Arbeitskräfte“ (271). In dem Bedürfnis des Kapitals, die Arbeit dann anfallen zu lassen, wann es die Einsaugung von Mehrarbeit erfordert, löst es ihre Regelmäßigkeit auf, verwandelt sie in Unregelmäßigkeit und ruiniert auf diese Art und Weise die Physis der Arbeiterklasse.
Das Kapital antwortet gegen den Kampf um den Normalarbeitstag, dass er täglich volle 24 Stunden zählt, dass die Lebenszeit der Arbeiter Arbeitszeit ist. Nicht die Erhaltung der Arbeitskraft bestimmt die Schranke des Arbeitstags, sondern die größte, „täglich mögliche Verausgabung der Arbeitskraft, wie krankhaft gewaltsam und peinlich auch immer.“ (281). Der Zweck – Produktion von Mehrwert – produziert die vorzeitige Erschöpfung und Abtötung der Arbeitskraft, ruiniert seine Quelle, das Arbeitsvermögen. Diese Ruinierung ist die Wirkung der Ausbeutung und widerspricht dem Zweck Mehrarbeit, da größerer Wert in die Reproduktion der Arbeitskraft eingeht, je rascher sie verschleißt. Die Beschränkung des maßlosen Triebs nach Mehrarbeit scheint daher durch das Interesse des Kapitals selbst gegeben.
Diese Beschränkung ist allerdings nicht das Werk des Kapitals, da es immer neue Arbeitskräfte in seinen Produktionsprozess hineinziehen kann, wenn rascherer Ersatz der verschlissenen nötig wird. Diese Arbeitskräfte kommen aus 3 Quellen: den Kindern und Frauen der verschlissenen Arbeiter, der beständigen Übervölkerung und ausländischen Arbeitern.
Das Kapital verdeutlicht seinen Charakter schlagend darin, dass es zur Beschränkung des Arbeitstags durch die Gesellschaft gezwungen werden muss. Der Zwang zur Beschränkung kommt von außen durch den Staat und den Kampf der Arbeiterklasse. „Doch zeigt die Geschichte dieses Kampfes zwei entgegengesetzte Strömungen“ (286).
Die erste Strömung ist die gewaltsame Verlängerung des Arbeitstages durch den bürgerlichen Staat. Die Herstellung von Verhältnissen, in denen die Arbeiter gezwungen sind ihre Lebenszeit in Arbeitszeit zu verwandeln, unterstellt die Armut der Arbeiterklasse, die herzustellen der englische Staat sich mit Zwangsgesetzen zur Aufgabe machte. Umgekehrt bekämpft er jede gewerkschaftliche Organisation und ergreift alle Maßnahmen, um die Gier des Kapitals nach frischen Arbeitskräften zu befriedigen. Die kapitalistische Produktionsweise schafft erst die maßlose Ausschreitung und ruft dadurch die gesellschaftliche Kontrolle hervor, welche den Arbeitstag mit seinen Pausen gesetzlich beschränkt, reguliert und uniformiert; dies die 2. Strömung.
Der Normalarbeitstag, staatlich fixiert, setzt keine absolute Grenze, sondern Bedingungen für die Kalkulation der Kapitalisten mit ihm. Sie werden erfinderisch in Sachen Ausnutzen von Gesetzeslücken, Gesetzesbruch, Lohnsenkung und neuen Arbeitszeitmodellen (Relaissystem). Andererseits machen sich die Kapitalisten die Schranken zum Mittel; machen sich beim Staat, gegen ihre Konkurrenz, für die neuen Konkurrenzbedingungen stark, denn „gleiche Exploitation der Arbeitskraft ist das erste Menschenrecht des Kapitals“ (309).
Zwecks Erhaltung ihrer Ware sind die Arbeiter gezwungen, ihre Konkurrenz untereinander aufzuheben (Gewerkschaft) und dem Sozialstaat seine Regelungen abzutrotzen. Solange die kapitalistische Produktionsweise die Gesellschaft noch nicht in ganzem Umfang erfasst hat, sieht der Staat keine Notwendigkeit in der Begrenzung des Arbeitstages.
Der Kampf um den Normalarbeitstag hat in dem Maße Rückwirkung auf die Fabrikgesetzgebung, wie sich das Kapital in seinen Geburtsländern durchsetzt. Wegen Klassenkämpfen und der nachhaltigen Ruinierung seiner Arbeiterklasse regelt der Staat in seinem Interesse den Normalarbeitstag. Als ideeller Gesamtkapitalist erlässt er Beschränkungen, weil er die Verwertung des Kapitals befördern und erhalten will; deswegen sind sie ein Flechtwerk von Regeln und Ausnahmen. Insoweit ist der Kampf der Arbeiterklasse durch seine Gewalt nur gedeckt, als sie ihre Reproduktion als Quelle des Kapitals erkämpfen will. Und ist deswegen von zweifelhaftem Erfolg gekrönt, solange „sie gegen Wirkungen kämpft, nicht aber gegen die Ursachen dieser Wirkungen… Sie sollte begreifen, daß das gegenwärtige System bei all dem Elend, das es über sie verhängt, zugleich schwanger geht mit den materiellen Bedingungen und den gesellschaftlichen Formen, die für eine ökonomische Umgestaltung der Gesellschaft notwendig sind“ (MEW 16,152).

#### 9. Kapitel: Rate und Masse des Mehrwerts
Mit dem Normalarbeitstag bringt das Kapital selbst eine Grenze für die Steigerung der Mehrwertrate durch Ausdehnung der Mehrarbeitszeit hervor. Dies beschränkt nicht die Tendenz des Kapitals, möglichst große Masse von Mehrwert (m) zu produzieren. Bei Normalarbeitstag und gegebenem Wert der Ware Arbeitskraft ist m abhängig von der Anzahl der Arbeitskräfte (v) und der Mehrwertrate (m’). Wie diese beiden Faktoren der Mehrwertmasse v und m’ als Mittel für die Verwertung des Kapitals wirken, drückt Marx in den drei Gesetzen von Rate & Masse des Mehrwerts aus:
1. Die Masse des Mehrwerts ist Produkt des vorgeschossenen v und der Rate des Mehrwerts (321f). Da beide Faktoren gleichermaßen die Masse des Mehrwerts beeinflussen, kann die Verminderung des Einen durch Erhöhung des Anderen kompensiert werden. Allerdings hat der Ersatz von Arbeiteranzahl „durch gesteigerte Rate des Mehrwerts oder unüberspringbare Schranken“ (323). Der Normalarbeitstag „bildet eine absolute Schranke für den Ersatz von vermindertem variablem Kapital“ (323), die zweite Schranke ist die Anzahl der Arbeiterbevölkerung.
2. Die „Tendenz des Kapitals, die von ihm beschäftigte Arbeiteranzahl …oder (des) in Arbeitskraft umgesetzten Kapitalteil soviel als immer möglich zu reduzieren“ (323), kann durch Verlängerung des Arbeitstages nur bis zu einem gewissen Punkt kompensiert werden, so dass die Masse des Mehrwerts sinken kann.
3. Also kann die Masse des Mehrwerts nur durch größeren Vorschuss für v gesteigert werden. Die Wertgröße von v bestimmt m und damit ist die Abhängigkeit des Kapitals von der Masse der angewandten Arbeitskraft, letztlich der zur Verfügung stehenden Arbeiterbevölkerung. Daraus folgt zweitens, dass für die Verwandlung von Geld in Kapital ein Minimum unterstellt ist.

Verwertungsprozess wird der Arbeitsprozess durch seine formelle Subsumtion unter das Kommando des Kapitals und damit Trennung des Arbeiters von den Produktionsmitteln, seinem Arbeitsvermögen und den Resultaten des Produktionsprozesses. In früheren Formen der Mehrwertproduktion „verhielt sich der Arbeiter zu den Produktionsmitteln nicht als Kapital, sondern als bloßem Mittel und Material seiner zweckmäßigen produktiven Tätigkeit“ (328). Daraus entwickelt sich das Kapital zu einem Zwangsverhältnis, „welches die Arbeiterklasse nötigt, mehr Arbeit zu verrichten, als der enge Umkreis ihrer eignen Lebensbedürfnisse“ (328) benötigt, indem es „nicht mehr der Arbeiter (ist), der die Produktionsmittel anwendet, sondern es sind die Produktionsmittel, die die Arbeiter anwenden“ (329). „Die bloße Verwandlung des Geldes in gegenständliche Faktoren des Produktionsprozesses, in Produktionsmittel, verwandelt letztre in Rechtstitel und Zwangstitel auf fremde Arbeit und Mehrarbeit“ (329).

### Vierter Abschnitt: Die Produktion des relativen Mehrwerts

#### 10. Kapitel: Begriff des relativen Mehrwerts
Unter dem Gesichtspunkt Mehrwertmasse erscheint die Gesamtarbeit – Größe der Arbeiterbevölkerung, notwendige Arbeitszeit und der Normalarbeitstag – als Schranke der Verwertung des Kapitals. Diese Abhängigkeit vom Mittel seiner Verwertung widerspricht dem „Rechtstitel“ auf Mehrarbeit, den das Kapital mit dem Kauf des Arbeitsvermögens erworben hat. Bei gegebenem Normalarbeitstag und Arbeitskräftezahl ist die Steigerung der Mehrwertrate nur durch die Verringerung der notwendigen Arbeitszeit möglich, „oder ein Teil der Arbeitszeit, die der Arbeiter bisher in der Tat für sich selbst verbraucht, verwandelt sich in Arbeitszeit für den Kapitalisten“ (331). Relativ ist dieser Mehrwert, weil er nicht auf der Ausdehnung der Mehrarbeitszeit beruht, sondern auf der Veränderung der Teilung des Arbeitstages zwischen notwendiger und Mehrarbeit. Die für eine Verringerung der notwendigen Arbeit unterstellte Preissenkung der Ware Arbeitskraft durch günstigere Lebensmittel „ist jedoch unmöglich ohne eine Erhöhung der Produktivkraft der Arbeit“ (333).
Für diese Erhöhung benutzt das Kapital sein Kommando über die gesellschaftliche Produktion, das es sich mit der Zugriffsmacht seines Geldes erworben hat. Jedoch wirken Produktivitätssteigerungen nicht unmittelbar als Senkung des Werts der Ware Arbeitskraft, sondern „nur in dem Verhältnis, worin die verwohlfeilerte Ware in die Reproduktion der Arbeitskraft eingeht“ (334). Deshalb haben die Kapitalisten nicht die Senkung des Werts der Ware Arbeitskraft zum Zweck; die „allgemeinen und notwendigen Tendenzen des Kapitals sind zu unterscheiden von ihren Erscheinungsformen“ (335).
Mit der Produktivitätssteigerung ist ein Kapitalist auf die Differenz zwischen gesellschaftlich notwendiger und individueller Arbeitszeit aus, die ihm einen Extramehrwert beschert. Indem sich aufgrund größerer Produktivität dasselbe Wertprodukt auf mehr Produkte verteilt, sinkt der Wert des einzelnen Produktes unter seinen gesellschaftlich durchschnittlichen Wert. Er verkauft seine Ware zu ihrem gesellschaftlichen Wert, denn der „wirkliche Wert einer Ware ist aber nicht ihr individueller, sondern ihr gesellschaftlicher Wert“. Die Differenz ist sein Extramehrwert. So existiert „für jeden einzelnen Kapitalisten das Motiv, die Ware durch erhöhte Produktivkraft der Arbeit zu verwohlfeilern“ (336).
Das Motiv Extramehrwert, hat eine Wirkung, die ihm entgegensteht: das „Gesetz der Wertbestimmung durch die Arbeitszeit, …, treibt seine Mitbewerber als Zwangsgesetz der Konkurrenz zur Einführung der neuen Produktionsweise.“ (337). Sie verallgemeinern so die zunächst individuelle Produktivität und machen sie zum neuen gesellschaftlichen Standard; ihre Konkurrenz bewirkt die Verbilligung des Werts der Waren, die in die Reproduktion der Arbeiterklasse eingehen.
Eine andere Wirkung ist der Widerspruch, dass „der Kapitalist, dem es nur um die Produktion von Tauschwert zu tun ist, den TW der Waren beständig zu senken strebt“. Denn die Senkung des Werts der Waren – die Reichtumsquelle des Kapitals – ist Mittel der relativen Mehrwertproduktion und es „interessiert nur der in ihr steckende und im Verkauf realisierbare Mehrwert“ (338).
Produktivitätssteigerung im Kapitalismus führt nie zu einer Arbeitserleichterung, da sie die notwendige Arbeit nur reduziert, um den „Teil des Arbeitstages, den (der Arbeiter) für den Kapitalisten umsonst arbeiten kann, zu verlängern“ (340).

#### 11. Kapitel: Kooperation
Die Erklärung der besonderen Methoden der Produktion des relativen Mehrwerts beginnt mit Produktivitätssteigerungen, die sich aus der formellen Subsumtion des Produktionsprozess ergeben.
Die erste Methode ist also keine Form der reellen Subsumtion der Arbeit unter den Zweck der Verwertung. Von vorangegangenen Produktionsweisen unterscheidet sie sich lediglich durch die Anzahl der Beschäftigten, also nicht dadurch, dass der Arbeitsprozess selbst dem Verwertungszweck gemäß gemacht wird. Kooperation ist „die Form der Arbeit vieler“; dieser „bloß“ (344) quantitative Unterschied ist im Bezug auf die Verwertung von qualitativer Bedeutung und zwar in doppelter Hinsicht:
1. Im Arbeitsprozess wird „von vornherein gesellschaftliche Durchschnittsarbeitskraft in Bewegung [ge]setzt“ (343): Kooperation ist die adäquate Form wertbildender Arbeit, da so das Kapital von den Schranken, Unterschieden individueller Arbeitsvermögen emanzipiert ist
2. Der „Umfang“ (344) von c steigt nicht proportional zur angewandten Arbeiteranzahl und gemeinsam genutzte Produktionsmittel übertragen einen geringeren Wertanteil auf das einzelne Produkt, weil ein größeres Quantum Produkt hergestellt wird

Mit dem „planmäßigen neben- und miteinander arbeiten“ (344) nutzt das Kapital die gesellschaftlichen Potenzen der Arbeit aus und erhöht die Leistungen des kombinierten Arbeitsprozesses mit dem Resultat einer Senkung des Werts der Ware Arbeitskraft; dieser Effekt ist von der Erhöhung der Mehrwertrate durch die die Veränderung des Arbeitsprozess zu unterscheiden.
Die gesellschaftlichen Potenzen der Arbeit werden zum Hebel des Kapitals gemacht.
Im Einzelnen handelt es sich um folgende Phänomene:
1. „Massenkraft“ (345): Hierdurch werden bestimmte Arbeitsprozesse überhaupt erst möglich
2. „Wetteifer und eine eigne Erregung der Lebensgeister“ (345) wird vom Kapital zum Leistungsvergleich zwischen den individuellen Arbeiten genutzt, worüber sich gesellschaftliche Durchschnittsarbeitskraft praktisch herstellt
3. Vereinfachung, Kontinuität und Vielseitigkeit durch gleichartige und gleichzeitige Verrichtung bewirkt „die zur Herstellung des Gesamtprodukts nötige Arbeitszeit zu verkürzen“ (347)
4. Normalarbeitstag: „Die Kürze der Arbeitsfrist wird kompensiert durch die Größe der Arbeitsmasse …“ (347)
5. Einerseits Ausdehnung der „Raumsphäre der Arbeit“ (348), andererseits „räumliche Verengung des Produktionsgebiets“ (347) verhältnismäßig zur Stufenleiter der Produktion

Die Kooperation verändert die Verwertungsbedingungen des Kapitals:
bestimmte Kapitalgröße ist unterstellt, um den „kombinierten gesellschaftlichen Arbeitsprozeß“ (350) einzukaufen und das
„Kommando des Kapitals“ (350) und die „Arbeit der Oberaufsicht“ (351) sind jetzt eine Notwendigkeit „für die Ausbildung des Arbeitsprozesses selbst, zu einer wirklichen Produktionsbedingung“ (350).
Dabei geht es um die Unterwerfung der Arbeiter unter den Zweck der Verwertung: Antreiben, Aufpassen auf die „sachgemäße Verwendung“ (351) der Produktionsmittel und die Qualität der Arbeit.
Die Wirkungen der Kooperation sind nicht die Konsequenz gemeinschaftlicher Produktivkraft der Arbeit. Der Zusammenhang der individuellen Arbeiten wird überhaupt erst hergestellt, indem das Kapital sich den Arbeitsprozess „despotisch“ (351) unterordnet. Den Arbeitern tritt er als äußerliches Verhältnis, „als Plan, praktisch als Autorität des Kapitalisten gegenüber, als Macht eines fremden Willens, der ihr Tun seinem Zweck unterwirft.“ (351).
Die gesellschaftliche Produktivkraft der Arbeit ist der Produktivkraft des Kapitals subsumiert, da die Potenzen der Kooperation Eigentum des Kapitals sind, denn als „Kooperierende, als Glieder eines werktätigen Organismus, sind sie (die Arbeiter) selbst nur eine besondere Existenzweise des Kapitals“ (S. 352).

#### 12. Kapitel: Teilung der Arbeit und Manufaktur

##### Doppelter Ursprung der Manufaktur
Ursprung der Arbeitsteilung ist die Manufaktur, einerseits als Kombination selbständiger Handwerker unterschiedlicher Gewerke, die zur Herstellung eines Produkts benötigt wurden und ihre Vereinseitigung innerhalb eines neuen Gesamtprozesses, andererseits als Kooperation gleichartiger Gewerke und ihre Verselbständigung als Teiloperationen, die kein eigenständiges Produkt zum Resultat hat. Deren selbständige, handwerksmäßig betriebenen Tätigkeiten verändert das Kapital zweckmäßig in unselbständige Teilfunktionen eines Gesamtprozesses, „ein Produktionsmechanismus, dessen Organe Menschen sind“ (358). Das Resultat ist die „zweckmäßigste Form für die verengte Wirkungsstätte“ (356): Effizienzsteigerung durch Spezialisierung. Ein anderes Resultat der Manufaktur ist die Abhängigkeit des Kapitals von der Individualität des Arbeiters, auf dessen Geschick es wg. der Produktivitätssteigerung weiterhin setzt.

##### Der Teilarbeiter und sein Werkzeug
Produktivitätssteigerung durch die Teilung der Arbeit in der Manufaktur und deren Wirkungen:
1. Die Vereinseitigung der Teilarbeiter steigert ihre Virtuosität und senkt Durchschnittsarbeitszeit durch Verdichtung der Poren des Arbeitstages durch Intensivierung und/oder Abnahme des unproduktiven Verzehrs von Arbeitskraft (Pausen)
2. Bornierung und Abstumpfung durch Gleichförmigkeit der Arbeit „zerstört die Kontinuität gleichförmiger Arbeit die Spann- und Schwungkraft der Lebensgeister“ (361)
3. Die Differenzierung der Arbeitsvorgänge macht eine den Detailfunktionen gemäße Spezifizierung der Werkzeuge erforderlich. Sondergeschicke der Arbeiter, die sich durch die Spezialisierung ergeben, werden durch die Entwicklung entsprechender Spezialwerkzeuge erst produktiv
4. Durch „deren Anpassung an die ausschließlichen Sonderfunktionen“ (361) der Teilarbeiten reproduziert sich die Abhängigkeit vom Geschick der Arbeiter
5. Jedoch ist nun die Entwicklung der Werkzeuge dem Kapital subsumiert, sodass es das Mittel besitzt, sich von den individuellen Besonderheiten zu emanzipieren

##### Die beiden Grundformen der Manufaktur – heterogene Manufaktur und organische Manufaktur
Weil es um die Organisation der Arbeitsteilung geht, ist auch die Gliederung der Manufaktur im Ganzen abhängig vom Charakter des Produkts.
Die nicht zusammenhängenden Teilprozesse der Heterogenen Manufaktur, deren Ergebnis nachträglich zusammengefügt wird, sind nicht geeignet, die Potenzen der Arbeitsteilung zu entfalten.
Die „vollendete Form“ (364) der Manufaktur, die Organische Manufaktur, beruht auf einem Arbeitsprozess, bei dem die Herstellung der Gegenstände in Teiloperationen aufgesplittert ist, die eine Reihenfolge von Stufenprozessen durchlaufen, so dass sie an einem Ort kombiniert werden. Marx unterscheidet 3 Varianten:
1. Kombination ursprünglich zerstreuter Handwerke (364)
2. mehrere Gruppen „gegliederter Arbeitskörper“ (367) vermittelt, weil „das Band zwischen den verschiedenen gleichartigen Gruppen einfache Kooperation ist“ (367)
3. „Kombination verschiedener Manufakturen“ (368)

Die Organische Manufaktur hat Wirkungen auf den kapitalistischen Produktionsprozess:
1. Aufhebung der räumlichen Trennung bewirkt Ersparnis von Zeit und Arbeit; „und zwar entspringt dieser Gewinn aus dem allgemeinen kooperativen Charakter der Manufaktur“ (364)
2. Die organische Manufaktur trennt die Produktionsphasen räumlich: Verwandlung des zeitlichen Nacheinander in ein räumliches Nebeneinander
3. Gesellschaftlich notwendige Arbeitszeit wird durch die Abhängigkeit der Teilarbeiten voneinander zum technischen Sachzwang der Produktion, dadurch wird „eine ganz andere Kontinuität, Gleichförmigkeit, Regelmäßigkeit, Ordnung und namentlich auch Intensität der Arbeit erzeugt“ (365).
4. Es wird eine bestimmte „Verhältniszahl der verschiedenen Gruppen von Teilarbeitern erfahrungsgemäß festgesetzt für eine bestimmte Stufenleiter der Produktion“ (366). Damit ist ein Minimalumfang an Kapital vorgegeben, um die Stufenleiter der Produktion ausdehnen zu können
5. Der Gesamtarbeiter als produktiver Organismus erzwingt Effizienz auf Kosten der Teilarbeiter. Zwar entwickelt die Manufaktur auch Werkzeuge zur Vervollkommnung der Funktionen des Teilarbeiters, allerdings die „spezifische Maschinerie der Manufaktur bleibt der aus vielen Teilarbeitern kombinierte Gesamtarbeiter selbst“ (369)
6. Die Notwendigkeit, die Produktivkraft der Arbeit vom Träger des Arbeitsvermögens zu emanzipieren, hat in der Degradierung der Arbeiter zu Produktionsorganen den Hebel, Kontinuität und Intensität zu erzwingen.
7. Die Manufaktur entwickelt eine Hierarchie der Arbeitskräfte, da „die verschiedenen Funktionen des Gesamtarbeiters einfacher oder zusammengesetzter, niedriger oder höher“ (370), sehr verschiedene Grade der Ausbildung besitzen und daher verschiedene Werte zur Reproduktion der individuellen Arbeitskräfte unterstellen.
8. Niedriglohnsektor: „Die Manufaktur erzeugt daher …eine Klasse ungeschickter Arbeiter, die der Handwerksbetrieb streng ausschloß“ (371)
9. Das Kapital senkt die notwendige Arbeit, denn aus der „Verminderung der Erlernungskosten entspringt,… unmittelbar höhere Verwertung des Kapitals …, denn alles, was die zur Reproduktion der Arbeitskraft notwendige Zeit verkürzt, verlängert die Domäne der Mehrarbeit“ (371)

##### Teilung der Arbeit innerhalb der Manufaktur und Teilung der Arbeit innerhalb der Gesellschaft
Die Manufaktur als kapitalistische Produktionsweise setzt Warenproduktion voraus, also auch eine gesellschaftliche Arbeitsteilung in den ihr vorausgehenden Gesellschaften („Warenaustausch vermittelten Teilung der Arbeit“ und „Scheidung von Stadt und Land“ (373)).
„Umgekehrt entwickelt und vervielfältigt die manufakturmäßige Teilung der Arbeit rückwirkend jene gesellschaftliche Teilung der Arbeit“ (374), durch Differenzierung der Werkzeugproduktion, Verselbständigung früher zusammenhängender Gewerbe und Erschließung neuer Quellen und Landstriche als Mittel der Bereicherung.
Gesellschaftliche und manufakturmäßige Arbeitsteilung sind „nicht nur graduell, sondern wesentlich unterschieden“ (375). Die Unterschiede ergeben sich daraus, wie sie sich als Teile des Zusammenhangs bewähren:
1. Einerseits „Teilung der Arbeit im Innern der Gesellschaft ist vermittelt durch den Kauf und Verkauf“ (376) auf dem Markt; andererseits stellt das Kapital durch Ankauf der Arbeitskraft sein Kommando über den Zusammenhang der Teilarbeiter als Organe des Gesamtarbeiters her. Als Teilarbeiter sind sie abhängig und unselbständig. Ihr Produkt ist keine austauschbare Ware.
2. Einerseits unterstellt „die gesellschaftliche Teilung der Arbeit Zersplitterung“ (376) der Produktionsmittel im Eigentum von Privatproduzenten, andererseits die manufakturmäßige Teilung der Arbeit die Konzentration der Produktionsmittel in der Hand eines Kapitalisten
3. Einerseits treiben über das Wertgesetz „Zufall und Willkür ihr buntes Spiel“ (376) bei der Verteilung von Kapital und Arbeit auf die gesellschaftlichen Produktionssphären, andererseits planmäßige Organisation und Aufteilung der Arbeiter in der Manufaktur
4. Einerseits unterstellt die gesellschaftliche Teilung der Arbeit Anarchie unter den Kapitalisten „die keine Autorität anerkennen als die der Konkurrenz“, andererseits die manufakturmäßige „Teilung der Arbeit die unbedingte Autorität (Despotie) des Kapitalisten über Menschen“ (377)

Der Zusammenhang von manufakturmäßiger und gesellschaftlicher Arbeitsteilung beruht auf der Scheidung der Produzenten von den Produktionsmitteln und damit vom Produkt, die durch den Markt vermittelt wird, sodass alle Mittel der Reproduktion (individuell und gesellschaftlich) nur hergestellt werden, weil und solange sie Mittel von G-W-G’ sind. Dass beides notwendig zusammengehört, wird auch in der bürgerlichen Ideologie geständig, die die Unterwerfung des Teilarbeiters als effektiv und produktiv feiert und im selben Atemzug sich jede planmäßige Kontrolle der gesellschaftlichen Produktion als Knechtung des Menschen verbietet: „Es ist sehr charakteristisch, daß die begeisterten Apologeten des Fabriksystems nichts Ärgres gegen jede allgemeine Organisation der gesellschaftlichen Arbeit zu sagen wissen als, daß sie die ganze Gesellschaft in eine Fabrik verwandeln würde.“ (S. 377)

##### Der kapitalistische Charakter der Manufaktur
Einerseits ist die Größe der Arbeiteranzahl Ausgangspunkt von Kooperation und Manufaktur, andererseits bedingt die manufakturmäßige Teilung der Arbeit eine proportionelle Verteilung der Arbeit. Damit ist aber auch das Arbeiterminimum durch die vorhandene Teilung der Arbeit vorgegeben: „Wachsender Minimalumfang von Kapital …ist also ein aus dem technischen Charakter der Manufaktur entspringendes Gesetz“ (381).
Als Mittel der Mehrwertsteigerung entwickelt die Manufaktur die Produktivkraft der Arbeit auf Kosten der Arbeiter, nicht nur durch die zunehmende Trennung des Reichtums vom Produzenten, sondern auch durch systematische „Verkrüpplung des individuellen Arbeiters“ (386):
1. Hierarchie unter den Arbeitern: Das Kapital unterwirft den Arbeiter nicht nur unter sein Kommando und seine Disziplin, sondern macht sich teilweise von Qualifikationen unabhängig und befreit sich so von Lohnbestandteilen
2. Völlige Abhängigkeit des Arbeitsvermögens vom Kapital: Die individuelle Arbeitskraft selbst ist nicht mehr in der Lage, ein Produkt herzustellen; sie „funktioniert nur noch in einem Zusammenhang, der erst nach ihrem Verkauf existiert, in der Werkstatt des Kapitalisten“ (382). Die kapitalistische Arbeitsteilung macht das Arbeitsvermögen, das außerhalb des Produktionsprozesses existiert, zum Eigentum des Kapitals
3. Bornierung der Arbeit: das die Produktion konstituierende Wissen existiert getrennt vom Arbeiter als Eigentum des Kapitals. „Es ist ein Produkt der manufakturmäßigen Teilung der Arbeit, ihnen die geistigen Potenzen des materiellen Produktionsprozesses als fremdes Eigentum und sie beherrschende Macht gegenüberzustellen“ (S. 382).

Die Vergrößerung der Produktivkraft des Gesamtarbeiters durch die Manufaktur ist bedingt durch die Verarmung des Arbeiters an individuellen Produktivkräften, indem das Kapital sich die Potenzen gesellschaftlicher Produktivkräfte der Arbeit einverleibt.

#### 13. Kapitel: Maschinerie und große Industrie
Die manufakturmäßige Organisation der Arbeit durch das Kapital weist eine Schranke für seine Verwertung auf, da „das Handwerksgeschick die Grundlage der Manufaktur bleibt und der in ihr funktionierende Gesamtmechanismus kein von den Arbeitern selbst unabhängiges objektives Skelett besitzt“ (389).
Zugleich schafft die Manufaktur die Voraussetzungen ihrer Überwindung im Arbeitsmittel, das mit zunehmender Spezialisierung auf Detailfunktionen die bestimmten Bewegungen immer mechanischer und einfacher macht. Dies gestattet dem Kapital, den Einsatz der Werkzeuge auf mechanische Apparate zu übertragen und die Schranken, welche das Geschick der Arbeiter „der Herrschaft des Kapitals noch auferlegte“ (S. 390), einzureißen. Das Handwerk als Hindernis für die Steigerung der relativen Mehrwertproduktion wird aufgehoben, indem das Kapital die im Werkzeug steckenden Potenzen des zergliederten Arbeitsprozesses von der Bindung an den Arbeiter und sein Geschick befreit; das Arbeitsmittel selbst so verändert, dass die Teilarbeit im Arbeitsmittel vergegenständlicht wird.

##### Entwicklung der Maschinerie
Es ist die Werkzeugmaschine die das Werkzeug aus einem Handwerksinstrument in eine Maschine verwandelt. Sie ist Ausgangspunkt der industriellen Revolution, in der sich das Kapital die Entwicklung der Produktivkraft der Arbeit zum Mittel macht, indem es den Einsatz der Werkzeuge zum Werk der Maschine selbst macht. Das Arbeitsmittel ist nicht mehr der verlängerte Arm des Arbeiters, sondern ein selbsttätiger Mechanismus, der sich von der „organischen Schranke“ (s.394) der Physis der Arbeiters emanzipiert.
Im Maschinensystem sind die gesellschaftlichen Momente des Arbeitsprozesses von den Arbeitern abgelöst und Kooperation und Arbeitsteilung „durch die Natur des Arbeitsmittels selbst diktierte technische Notwendigkeit“ (S. 407). Sobald die Werkzeugmaschinen alle zur Bearbeitung des Rohmaterials nötigen Bewegungen selbst ausführen können und nur noch menschlicher Nachhilfe bedürfen, wird Antrieb und Transmission zur rein technischen Frage und die Arbeitskraft ersetzbar. Mit der fabrikmäßigen Arbeitsteilung emanzipiert sich das Kapital von der nützlichen Arbeit, von ihren gesellschaftlichen Potenzen, indem sie die Arbeit zur bloßen Äußerung einer Naturkraft reduziert (abstrakte Arbeit), deren Intensität vom Takt der Maschinerie diktiert wird. Die Konsequenz eines solchen fertigen Maschinensystems: der Arbeiter wird zum Anhängsel der Maschinerie.

##### Wertabgabe der Maschinerie an das Produkt
Eingesetzt als Mittel der relativen Mehrwertproduktion verbilligt die Maschinerie die Waren, indem sie v je Stück senkt. Andererseits hat dies die entgegengesetzte Wirkung, da die produktive Nutzbarmachung von Naturkraft und Wissenschaft in Form von Produktionsmittel mit wachsender Auslage von c verbunden ist. Allerdings verteilt die Maschinerie ihren eigenen, tendenziell sinkenden Wert auf ein stets wachsendes Warenquantum und senkt damit den Grad der Verteuerung des Produkts. Dennoch ist dies Verteuerung des Produkts und widerspricht dem Grund des Einsatzes von Maschinen.
Der Maßstab für den Einsatz der Maschinerie kann auch nicht Arbeitserleichterung sein, da dies nicht Zweck des Kapitals. Denn im Kapitalismus ist Produktivkraftsteigerung Mittel der Steigerung des relativen Mehrwerts die auf der Veränderung des Verhältnisses von notwendiger zur Mehrarbeit beruht. Ob die konstante Kapitalauslage mehr variable erspart als sie kostet ist deswegen der Maßstab des Kapitals. Die notwendige Arbeit wird durch die Senkung der bezahlten, lebendigen zu Gunsten der toten Arbeit verringert. Daraus folgen einerseits Entlassungen, andererseits das Nebeneinander von schwerer, gefährlicher Arbeit und Maschinen die diese ersetzen könnten; letzteres ist kein Grund für das Kapital, Maschinen einzusetzen.

##### Wirkung des maschinenmäßigen Betriebs auf den Arbeiter
ist die Ruinierung der Arbeitskraft, da die Maschinerie zum Zwangsmittel verstärkter Ausbeutung wird.
Die erste dieser Wirkungen ergibt sich aus der Unabhängigkeit von Kraft und Geschick, die nicht die Arbeit erleichtert, sondern dem Kapital zuschüssige Arbeitskräfte erschließt. Weiber- und Kinderarbeit (416): Mehr Lebenszeit der Arbeiterklasse wird in Arbeitszeit verwandelt, deren Reproduktionskosten gleich bleiben. Das Kapital erhält die Arbeitszeit der Arbeiterfamilie zum Wert der männlichen Arbeitskraft. Dies führt zur Verbilligung, Dequalifizierung der einzelnen männlichen Arbeitskraft, revolutioniert die Arbeitsverträge, erhöht den Ausbeutungsgrad (417), untergräbt die Sitten, den Verstand und die Moral der Arbeiterfamilien und verschärft so allgemein die Konkurrenz unter den Manufakturarbeitern, deren Widerstand das Kapital dadurch bricht (424).
Die Unabhängigkeit der Maschine von Kraft und Willen des Arbeiters macht sie zu einem geeigneten Mittel zur Einsaugung von absolutem Mehrwert: Verlängerung des Arbeitstages. Der Widerspruchs dieses Mittels – vermehrte Auslage für c – ergibt einen weiteren Grund für Arbeitszeitverlängerung: Ausdehnung der Maschinennutzungszeit vermindert die relative Verteuerung des Produkts durch Einsatz der Maschinerie (426).
Weiteres Resultat des Einsatzes von Maschinen ist die Ersetzung von lebendiger Arbeit größeren durch tote Arbeit geringeren Werts (nicht unmittelbar die Senkung der notwendigen Arbeit). Dadurch verallgemeinert das Kapital den Widerspruch der kapitalistischen Produktion: die Produktion von relativem Mehrwert senkt die Anzahl der vom gesellschaftlichen Gesamtkapital beschäftigten Arbeiter. Das Kapital steigert den einen Faktor der Mehrwertproduktion, die Mehrwertrate, indem es den anderen Faktor, die Anzahl der angewandten Arbeiter, verkleinert. Dieser Widerspruch führt zur maßlosen Verlängerung des Arbeitstags, da das Kapital diese Wirkung zu kompensieren sucht.
Einerseits werden Arbeiter durch Maschinen und Arbeitszeitverlängerung ersetzt, andererseits werden zusätzliche Arbeitskräfte erschlossen; die Konsequenz ist überflüssige Arbeiterbevölkerung. Damit schafft sich das Kapital die wachsende Konkurrenz der Arbeiter (Druck durch Arbeitslose) und so das Mittel, ihnen Bedingungen zu diktieren, so das Angebot an Arbeit zu erhöhen und den Lohn zu senken (430).
Ausdehnung des Arbeitstages und Intensität der Arbeit schließen einander aus. Das Kapital wird so – auf höherer Stufe – mit den Naturschranken der Arbeitskraft konfrontiert. Die Verlängerung des Arbeitstags ruiniert das Ausbeutungsmaterial und zwingt zur Einführung des Normalarbeitstags. Mit der Maschinerie verfügt das Kapital über ein wirksames Mittel, diese Schranke für den absoluten Mehrwert zu überwinden, indem sie zum Mittel der Intensivierung der Arbeit gemacht wird. Die Erleichterung der Arbeit erlaubt mehr Arbeitsausgabe in derselben Zeit(432).
Intensivierung, das heißt höherer Verdichtungsgrad der Arbeit, vergrößerte Arbeitsausgabe in derselben Zeit oder größeres Arbeitsquantum je Stunde als zuvor bei längerem Arbeitstag und deswegen höheres Wertprodukt. Im Verglichen dazu die Produktivkraftsteigerung, bei der mit derselben Arbeitsausgabe in derselben Zeit mehr zu produzieren wird; jedoch unverändertes Wertprodukt, das sich in mehr Gebrauchswerten darstellt, also den Wert der einzelnen Ware senkt. Intensivierung ist eine selbständige Methode der Produktion von absolutem Mehrwert, die sich aus der reellen Unterordnung des Produktionsprozesses unter das Kapital ergibt. War die Beschränkung des Arbeitstages ein Stachel für die Produktion des relativen Mehrwerts, so umgekehrt die relative Mehrwertproduktion ein Stachel für den absoluten Mehrwert.
Intensivierung tritt nicht automatisch ein, sondern muss vom Kapital, über Methoden der Bezahlung der Arbeitskraft erzwungen werden (433). Die Maschine ist dafür zweifacher Hebel: einerseits schlicht durch ihr Tempo, andererseits durch die Anzahl der je Arbeiter zu bedienenden oder zu überwachenden Maschinen. Die nun wiederum verschärfte Ausbeutung erzeugt die Tendenz zur weiteren Verkürzung der Arbeitszeit, die vom Kapital mit erneuter Intensivierung beantwortet wird; permanenter Klassenkampf (440).

##### Die Fabrik
Die Maschine fungiert als Subjekt eines gesellschaftlichen Arbeitsprozesses, das die Arbeiter anwendet (442): Auf Basis der Nivellierung aller Arbeiten nutzt das Kapital – auf höherer Stufenleiter – die Methoden der Teilung der Arbeit (444), die jetzt Verteilung der Maschinenanhängsel unter die spezialisierten Maschinen ist; einerseits regeln Billigkeit und natürliche Unterschiede von Alter und Geschlecht diese Verteilung, andererseits findet eine Hierarchisierung der Arbeiter in Handlanger, Maschinenarbeiter und Kontrolleuren mit technischen Kenntnissen statt. Dieser Stand der Emanzipation von den persönlichen Schranken menschlicher Arbeitskraft macht die Arbeiter austauschbar, flexibel, mobil. Einzig der Wille sich diesen Verhältnissen anzupassen, muss ihnen anerzogen werden (447).
Die Fabrik ist die Verwirklichung der reellen Unterordnung der Arbeit unter das Kapital. Als Verobjektivierung der gesellschaftlichen Potenzen der Arbeit in der Maschinerie, ist sie der Ort der Unterordnung der lebendigen unter die tote Arbeit. Hier ist die kapitalistische Bestimmung der Produktionsmittel, Einsauger von Arbeitskraft zu sein, vollendet. Durch die Anwendung der Maschinerie zwingt das Kapital die Arbeiter nicht nur zur gesundheitsschädlicheren (449), produktiveren, extensiveren und intensiveren Verausgabung ihrer Arbeitskraft, sondern der Ausbeutungszweck des Kapitals steht dem Arbeiter jetzt als „Arbeitsplatz“ gegenüber, dem er sich aus technischer Notwendigkeit unterordnen muss. Das Kapital braucht weder Peitsche, noch Antreiber.

##### Kampf zwischen Arbeiter und Maschine
Der Klassenkampf der Arbeiter richtete sich zuerst gegen die „materielle Existenzweise des Kapitals“ (451). Denn Rationalisierungen stellen eine ständige Bedrohung der Existenz des Arbeiters dar, der keine andere Erwerbsquelle hat, als den Verkauf seiner Arbeitskraft, die mit dem Verlust ihres Gebrauchswerts ihren Tauschwert verliert (454). Der Druck der Entlassenen senkt den Preis der Arbeitskraft unter ihren Wert und vollendet die Abhängigkeit der Arbeiter vom Kapital.
In der Maschine tritt dem Arbeiter der kapitalistische Produktionszweck, dessen vergegenständlichte Existenz gegenüber (455). Sie ist das planmäßig eingesetzte Mittel des Klassenkampfs des Kapitals; ihm feindliche Potenz, flexibler Hebel der Ausbeutung der Arbeiter und zur Niederschlagung der periodischen Arbeiteraufstände (459). Also keine natürliche Eigenschaft von Maschinen.

##### Die Kompensationstheorie bezüglich der durch Maschinerie verdrängten Arbeiter
Heutzutage ist es derartig selbstverständlich und akzeptiert, dass Rationalisierungen nötig sind und „leider“ zu Entlassungen führen, dass dieser Umstand keinerlei theoretische Anstrengungen mehr verdient. „Modernisierung“ durch Arbeitsplatzabbau muss wegen Standortpolitik sein, um die (noch) nicht abgeschafften Arbeitsplätze zu erhalten. „Kompensation“ gibt es nur noch als Versprechen von Staat und Kapital, dass Wachstumsraten von mehr als 3 % für mehr „Arbeitsplätze“ sorgen, wenn der Lohn gesenkt und der Sozialstaat „reformiert“ wird. Marx prüft nun alle möglichen Momente der Apologie, dass Rationalisierung positive Wirkungen haben.
Zuerst prüft er die Behauptung, dass durch Rationalisierung freigesetztes Kapital entlassene Arbeiter beschäftigt. Allerdings wird dabei nur ein geringer Teil des variablen Kapitals freigesetzt, sondern in Maschinerie gebunden. Soweit Kapital freigesetzt wird, weil die Maschinen wesentlich billiger sind als die freigesetzten Arbeiter, beschäftigt dieses Kapital, wesentlich weniger Arbeiter als die wegrationalisierten, weil es sich selber wieder – auf dem neuesten technischen Stand – in c und v teilt (461).
Soweit daran gedacht ist, dass zusätzliches Kapital im Maschinenbau, zur Produktion der erforderlichen Maschinen, entlassene Arbeiter einstellt, dann ist zu bedenken, dass das zusätzliche W´, das die Maschinen darstellen, sich selber wieder auf in c + v + m teilt, so dass im besten Fall weniger Arbeiter beschäftigt als verdrängt werden. Und überhaupt ist es für entlassene Arbeiter kein Trost, dass woanders Arbeiter eingestellt werden. Selbst wenn der Ankauf neuer Maschinerie doch zu neuen Arbeitsplätzen im Maschinenbau führen sollte, ist allerdings unterstellt, dass in den Branchen die Maschinen kaufen rationalisiert wird; also kontinuierlich Arbeiter freigesetzt werden (462).
Zur Theorie, dass Rationalisierung die Lebensmittel der entlassenen Arbeiter freisetzt und sie in Kapital zu ihrer Anwendung verwandelt, sagt er, dass Lebensmittel nicht dasselbe sind wie Kapital, sondern Waren. Die Konsequenz von Rationalisierung ist, dass Arbeiter von diesen weniger kaufen und die Lebensmittelindustrie ihre Produktion reduziert. Statt also zu beweisen, dass sich die Freisetzung der Arbeiter von Lebensmitteln in Kapital zu ihrer Anwendung verwandelt, ist bewiesen, dass die Maschinerie nicht nur in dem Produktionszweig, worin sie eingeführt, sondern auch in den Produktionszweigen, worin sie nicht eingeführt wird, Arbeiter aufs Pflaster wirft (463).
Kompensation wäre – wenn überhaupt – nur durch anlagesuchendes Zusatzkapital möglich. Fraglich ist allerdings, ob die alte Qualifikation der Arbeiter dort etwas gilt, so dass Entwertung ihrer Ware Arbeitskraft droht. Außerdem werden mit jeder Rationalisierung neben den Entlassenen auch deren Ersatzmänner freigesetzt, die jetzt auch in die neuen Branchen strömen; mit besseren Beschäftigungsaussichten als die bereits Verbrauchten. Es findet also nur Anwendung unter verschlechterten Bedingungen statt. Dass bei diesem „Strukturwandel“ vor allem Unannehmlichkeiten herauskommen, wird von den Apologeten des Kapitals nicht verheimlicht; sie sind aber nun mal die Schattenseiten des „Fortschritts“ und haben nichts mit Kapitalismus zu tun (465).
Die tatsächlichen Wirkungen von Rationalisierungen haben allerdings einen ganz anderen Charakter als in der schönfärberischen Kompensationstheorie. Sie sind das Produkt der gesteigerten Produktivkraft der Arbeit, die die von einer verminderten Arbeiteranzahl produzierten Warenmassen wachsen lässt. Dadurch wird auch die Produktion bei den Zulieferern oder Abnehmern ausgedehnt; mehr Arbeit eingesaugt, die nicht zu Einstellungen führen muss, da dieses Kapital die Länge des Arbeitstags, Intensität und Produktivität der Arbeit erhöhen kann (466). Die Verbilligung der Lebensmittel und der durch den relativen Mehrwert wachsende Reichtum der Kapitalistenklasse, vermehrt diese und die für sie stattfindende Luxusproduktion und dadurch deren Beschäftigte (468); erlaubt ebenfalls „einen stets größren Teil der Arbeiterklasse unproduktiv zu verwenden“: Diener der Kapitalisten und vom Staat, Hartz IV (469). Weiterhin entsteht wegen dieser kostengünstigeren Lebens- und Produktionsmittel und der überflüssigen und so verbilligten Arbeitskräfte, erst die Grundlage neuer Industrien, die früher unprofitabel waren.

##### Repulsion und Attraktion von Arbeitern mit Entwicklung des Maschinenbetriebs
Die Erhöhung der Fabrikarbeiteranzahl widerspricht keineswegs der ständigen Freisetzung der Arbeiter, da ihre relative Abnahme und absolute Zunahme den gleichen Grund – ständige Revolutionierung der technischen Grundlage der Produktion für die Erhöhung des relativen Mehrwerts – haben (473). Die wachsende Nachfrage nach Arbeit ist kein stetiger Prozess, sondern Entlassungen an einer Stelle gehen also einher mit Neueinstellungen an einer anderen.
Einstellungen und Entlassungen vollziehen sich im industriellen Zyklus des Kapitals. Die Steigerung der Produktivkraft der Arbeit und die damit einhergehende Verbilligung der Produkte ermöglicht die sprunghafte Erhöhung der Warenmassen, „die nur an dem Rohmaterial und dem Absatzmarkt Schranken findet“ (474).
Andererseits sind preiswerte Waren und verbesserte Technologien (in Transport- und Kommunikation) Mittel zur Eroberung des Weltmarkts. Dadurch zerstört das Fabriksystem auswärts die veralteten Produktionsweisen, die sie auf Warenproduktion und Gelderwerb ausrichtet, ohne dass deren Produkt imstande wäre den Vergleich mit den Waren aus den Metropolen auszuhalten. So werden ganze Erdteile in „Rohstoffländer“ verwandelt, deren Staaten nicht in der heimischen Produktion, sondern im Ausverkauf ihrer natürlichen Ressourcen ihre ökonomische Basis haben. Sie beuten diese ohne Rücksicht auf Rentabilität aus und sorgen so für niedrige Rohstoffpreise, die eine positive Wirkung auf das Wachstum des Kapitals in den Industrienationen haben (475).
Die globale elastische Expansionsfähigkeit der Fabrikproduktion stachelt die Konkurrenz der Kapitale an, sobald sich irgendwo eine Chance zur Ausdehnung eröffnet. Da sie diese alle gegeneinander zu nutzen streben, ist die Überfüllung des Weltmarkts notwendig. Das Wachstum der Industrie erscheint deswegen als Zyklus von Perioden mittlerer Lebendigkeit, Prosperität, Überproduktion, Krise und Stagnation.
So unstetig wie die „Wirtschaft“ so unsicher die Lebenslage der Arbeiter, deren Lebensmittel von ihrem Geschäftsgang abhängen (476). Außer im Boom findet der Kampf um Marktanteile als reiner Preiskampf statt, den die Fabrikanten mit Rationalisierung und Lohndrückerei führen. Den gesamten industriellen Zyklus betrachtet, gibt es Anstieg der Zahl von Fabrikarbeitern nur bei relativ rascherem Steigen des Kapitalwachstums. Diese Einstellungen erscheinen während des ganzen Zyklus als ständiges hire & fire.

##### Revolutionierung von Manufaktur, Handwerk und Hausarbeit durch die große Industrie
Die Ruinierung der Proletarier wird zusätzlich dadurch bewirkt, dass die große Industrie einerseits die Zahl billiger Arbeiter erhöht und andererseits alle überkommenen Produktionsformen revolutioniert und sich Letztere nur profitlich betreiben lassen, indem ihre Ausbeutung der Konkurrenz mit der Fabrik standhält (470).
Noch schamlosere Ausbeutung wohlfeiler und unreifer Arbeitskräfte wird in der modernen Manufaktur und Hausarbeit wesentliches Konkurrenzmittel. Totaler Raubbau an der Arbeitskraft durch kleinlichstes Sparen am c und Niedriglohn machen Produktionsstätten unterhalb des gesellschaftlichen Produktivitätsniveaus rentabel.
Die Verbilligung von Arbeitskraft durch verschwenderisches Ausquetschen stößt auf Naturschranken am Ausbeutungsmaterial. Haben Lohndrückerei und Totarbeiten einen physisch nicht überschreitbaren Punkt erreicht, entscheidet jede weitere Rationalisierung der Produktiveren die Konkurrenz zugunsten Letzterer (494). Auch Normalarbeitstag und Verbot der Kinderarbeit entziehen Betrieben, bei denen diese Sorte schrankenloser Ausbeutung die Grundlage ihrer Konkurrenzfähigkeit ist, den Boden (498).

##### Fabrikgesetzgebung
Für den Zweck Mehrwert setzt das Kapital seine mit dem Fabriksystem gewonnenen Freiheiten rücksichtslos gegen die Arbeiter ein. Es zerstört dadurch systematisch die Grundlagen seiner Verwertung, die Arbeitskraft und die Natur.
Das prinzipielle Eingreifen des Staates gegen die Interessen der Kapitalisten nimmt nicht Maß an den geschädigten Interessen der Proleten, sondern an den Wirkungen, die diese für (Staat und) das Kapital selbst haben. Der Staat sorgt aus seinen Gründen dafür, dass die Proletarier als Ausbeutungsmaterial des Kapitals erhalten bleiben; stellt gerade dadurch den Fortgang der kapitalistischen Produktionsweise sicher. Klassenstaat ist der bürgerliche (Sozial-)Staat gerade nicht darin, dass er Instrument des Kapitalinteresses gegen die Proleten ist, sondern als ideeller Gesamtkapitalist, der vom Standpunkt des Wachstums seiner Wirtschaft Beschränkungen kapitalistischer Exploitation für nötig erachtet (604).
Dieser Grund und Zweck der staatlichen Interventionen drückt auch seinen Schutzmaßnahmen ihren Stempel auf. Sie gehen von der notwendigen Ruinierung aus, wollen diese auf ein funktionales Maß beschränken, definieren also ein Normalmaß an Ruinierung, das den Fortbestand von Ausbeutung und Ausbeutungsmaterial gleichzeitig ermöglichen soll (505). Weil die Grundlagen der Ausbeutung und sonst nichts erhalten werden sollen, reflektiert der Staat bei seinen Schutzbestimmungen darauf, dass das Kapital nicht über die Maßen behindert wird: 1000 betriebsbedingte Ausnahmen, nachlässige Kontrollen und moderate Bußgelder, mit denen er dem Kapital die Freiheit eröffnet, mit seinen Beschränkungen und deren Bruch zu kalkulieren, sind notwendige Verlaufsform. Schädigungen, die nicht beschränkt sind, sind gesetzlich erlaubt, also nicht gesundheitsschädlich und zur normalen Lebensbedingung erklärt (506, 519).
Neben den Regelungen zur Beschränkung der Arbeitszeit (s. o.) sind dies einerseits v. a. arbeitsrechtliche Regelungen der Abteilungen Gesundheits-, Unfallschutz und andererseits Jugendschutz, familienrechtliche Bestimmungen und Bildung.

###### Bildungswesen
Neben die Beschränkung der Kinderarbeit tritt die Einrichtung eines Ausbildungswesens mit allgemeiner Schulpflicht. Auch dies eine Staatsangelegenheit, weil das Kapital einerseits nicht nur kein Interesse hat, in „Bildung“ zu investieren, sondern ganz im Gegenteil geistige Verkrüppelung, Bornierung und Verrohung produziert. So sehr sich das Kapital andererseits auf der einen Seite von den Fähigkeiten und dem Geschick der Subjekte emanzipiert, so sehr erzwingt es, durch die permanente Umwälzung der Produktion, die Fähigkeit der Arbeitskraft, mobil und flexibel zu sein, und deswegen einen ständigen Bildungsbedarf (512). Das „bornierte“ Interesse am Mehrwert bringt nicht nur keine Erkenntnis zustande, sondern letzteres ist seines Charakters wegen auch kein Geschäft. Anlernen für das, was beim einzelnen Kapitalisten aktuell gebraucht wird, findet als Moment des Maschinensystems statt. Aber „Elementarunterricht“ als Voraussetzung dafür nicht.
Hier greift der Staat als ideeller Gesamtkapitalist ein. Er sichert die Funktionalität von Naturwissenschaft, Technologie und Ausbildung dadurch, dass er sie getrennt von den Kalkulationen des Kapitals als seine Angelegenheit organisiert.

###### Familiengesetzgebung
Der Erhalt der Klasse verlangt notwendig die Beschränkung der Befugnisse, zu denen der Staat die Eltern ermächtigt, um die Erzeugung von Nachwuchs funktional für ihn und das Kapital zu regeln. Indem das Kapital die ökonomische Grundlage der Familie, das überkommene System der familiären Arbeits- und Reproduktionsgemeinschaft, zerstört und den Verkauf der Kinder an den Fabrikherrn zur Notwendigkeit für den Erhalt der Arbeiterfamilien macht, untergräbt es den Arbeiternachwuchs als seine Quelle. Daher die Notwendigkeit, Kinderarbeit zu beschränken, und die Einführung der allgemeinen Schulpflicht. Im Recht der Kinder spricht er den Eltern das Verbot aus, seine jungen Staatsbürger über die Maßen für das Kapital zu verschleißen, damit sie in ihrer Gesamtheit für die von ihm gesetzten Zwecke heranreifen können (513).

##### Große Industrie und Agrikultur
Die große Industrie wirkt in der Landwirtschaft noch ruinöser auf die Arbeiter, weil deren relative Abnahme nicht von absoluter Zunahme begleitet wird, da Ausdehnung hier immer mit Vergrößerung der bebauten Fläche einhergehen muss (527). Deswegen, und weil die relative Zerstreuung der Landarbeiter der Herausbildung einer gewerkschaftlichen Organisation entgegenwirkt (529), bildet das Landproletariat den elendesten Teil der Arbeiterklasse und stellt auch heute noch ein Sammelbecken der latenten Reservearmee dar.
Das Niederkonkurrieren der bäuerlichen Produktionsverhältnisse und die kapitalistische Trennung von Stadt und Land zerstört die überkommene Basis des Stoffwechsels zwischen Mensch und Erde und ersetzt sie durch die kapitalistische Produktionsweise, in der der Boden nur insoweit ein Mittel ist, inwieweit er sich zur Produktion von Mehrwert eignet. Deswegen und darüber hinaus ist das Kapitel rücksichtslos gegen diese Quelle der seiner Produktion. Die Konsequenz ist die Ruinierung dieser Quelle, wenn es sich für das Gewinnen lohnt (530).

### Fünfter Abschnitt: Die Produktion des absoluten und relativen Mehrwerts

#### 14. Kapitel: Absoluter und relativer Mehrwert
Mit der großen Industrie hat sich das Kapital die Arbeit vollständig subsumiert. Alle Potenzen der gesellschaftlichen Arbeit sind als Mittel der Verwertung dem Kapital einverleibt. Produktive Arbeit wird dadurch im Kapitalismus Mittel der Ausbeutung; ihr gesellschaftlicher Charakter, ihre geistigen Potenzen und ihr Prozess sind getrennt vom Arbeitenden und ihm als die gegenständlichen Bedingungen (Maschinerie) gegenübergestellt, die ihm alle Momente seiner Tätigkeit diktieren (192).
Die Kategorie der abstrakten Arbeit ist mit der Fabrik konkret geworden. Es kommt auf Leistung pur an, auf reines ”malochen”; Arbeit im Kapitalismus ist reduziert auf die pure Verausgabung von Arbeitskraft. Konkrete Arbeit leistet der Arbeiter, indem er unter den vom Kapital gesetzten Bedingungen Waren zum Zwecke der Herstellung eines Mehrwerts produziert.
Produktiv, also ein Beitrag zum Reichtum dieser Gesellschaft, ist die Arbeit nicht durch ihren stofflichen Nutzeffekt, sondern dadurch, dass sie Moment des kapitalistischen Arbeitsprozesses ist, welcher als Kombination unselbständiger Teilarbeiten im Zusammenhang des Fabrikganzen stattfindet (531).
Einerseits „erweitert“ sich damit der Begriff der produktiven Arbeit, da es genügt, Teilarbeiter zu sein. D.h. aber, dass Alternativen zum Dienst am Kapital nicht existieren, weil die Teilarbeit, um die es geht, sich außerhalb der kapitalistischen Fabrik überhaupt nicht mehr betätigen kann.
„Andererseits aber verengt sich der Begriff der produktiven Arbeit“. Es genügt nicht, dass der Arbeiter überhaupt produziert. Denn nur der Arbeiter ist produktiv, der dem Zweck des Kapitals dient. Produktive Arbeit schließt daher immer das kapitalistische Produktionsverhältnis ein, welches den Arbeiter zum Objekt der Ausbeutung macht. „Produktiver Arbeiter zu sein ist daher kein Glück, sondern ein Pech“ (532).

#### 15. Kapitel: Größenwechsel von Preis der Arbeitskraft und Mehrwert
Der Preis der Ware Arbeitskraft, auf den sich das Kapital bei der Produktion des Mehrwerts bezieht, ist selbst eine Größe, die von der Anwendung der Methoden der Mehrwertproduktion abhängt. Damit verfügt das Kapital in der Kombination der Faktoren Länge des Arbeitstags, Intensität der Arbeit und Produktivität der Arbeit über die Mittel, die notwendige Arbeitszeit und damit den Wert der Ware Arbeitskraft zu senken. So sind der dem Verwertungsprozess des Kapitals vorausgesetzte Preis der Arbeitskraft und der in der Produktion geschaffene Mehrwert relative Größen, die durch diese Faktoren bedingt werden. Sie und ihre Kombination ändern den Wert der Ware Arbeitskraft, den Mehrwert und ihr Verhältnis zueinander. Insofern die Methoden der Mehrwertproduktion beständig ihre eigenen Bedingungen verändern, ergeben sich Abweichungen des vorausgesetzten Preises der Arbeitskraft vom neu hergestellten Wert. Die durch die Produktion des Mehrwerts bewirkte Veränderung des Wertes der Arbeitskraft muss sich also erst in der Zirkulation in entsprechenden Preiswechseln niederschlagen.
Die Konsequenzen von Produktivitätssteigerungen sind, dass die absolute Größe des Wertprodukts unverändert bleibt, der Arbeitstag sich stets in demselben Wertprodukt darstellt (Gesetz 1). Durch die Änderung der Mehrwertrate wechseln Wert der Arbeitskraft und Mehrwert in umgekehrter Richtung zueinander (Gesetz 2). Die Veränderung der Mehrwertrate ist direkte Wirkung der Senkung des Werts der Ware Arbeitskraft (Gesetz 3). Nach dem dritten Gesetz unterstellt der Größenwechsel des Mehrwerts eine durch Wechsel in der Produktivkraft der Arbeit verursachte Wertbewegung der Arbeitskraft.
Die Veränderung der Intensität der Arbeit vergrößert das Wertprodukt aufgrund der Abweichung vom gesellschaftlichen Durchschnitt und reproduziert daher den Wert der Arbeitskraft in kürzerer Zeit. Der so gesteigerter Mehrwert kann mit einem höheren Preis der Arbeitskraft einhergehen, sofern der erhöhte Verschleiß der Arbeitskraft die Reproduktionskosten – nur durch Arbeitskampf – erhöht. Es kann jedoch sein, dass selbst ein Steigen des Preises der Arbeitskraft deren erhöhten Verschleiß nicht kompensiert. Gleiche Intensitätsgrade in einer Sphäre heben diese Wirkung auf, da der neue höhere Intensitätsgrad nun zum gewöhnlichen gesellschaftlichen Normalgrad wird (548).
Bei Verlängerung des Arbeitstages wächst mit der absoluten die relative Größe des Mehrwerts. Die Mehrwertrate steigt, selbst wenn durch den erhöhten Verschleiß der Preis der Arbeitskraft steigt. Dennoch kann ein Steigen des Preises der Arbeitskraft mit einem Sinken unter ihren Wert begleitet sein (549). Ab einem bestimmten Punkt kann längerer Arbeitstag – also mehr Verschleiß – nicht mehr durch mehr Lebensmittel kompensiert werden. Alle normalen Reproduktions- und Betätigungsbedingungen der Arbeitskraft werden ruiniert. Der Preis der Arbeitskraft und ihr Exploitationsgrad werden inkommensurable Größen:
Die kombinierte Anwendung der verschiedenen Methoden der Mehrwertproduktion gestattet dem Kapital, die mit dem jeweiligen Produktionsprozess gegebenen Schranken der Ausbeutung zu überwinden. Sie werden eingesetzt, um den Arbeitern mehr Mehrarbeit abzupressen. Dabei entfaltet das Kapital die Produktivkräfte der Arbeit, aber einzig zu dem Zweck, um mit der Senkung der notwendigen Arbeit die Mehrarbeit auszudehnen.
Produktivitätssteigerung und Erhöhung der Intensität gehen in der kapitalistischen Fabrik Hand in Hand. Bei sinkendem Wert der Arbeitskraft wird die Verkürzung des Arbeitstags der Hebel, weiteres Wachsen der Intensität zu erzwingen. Die Verringerung der Arbeitszeit ist im Kapitalismus ein Mittel, die Mehrarbeit auszudehnen. Ausgerechnet Intensitäts- und Produktivitätssteigerung, die die Arbeit einfacher und schneller erledigen lassen und zugleich erlauben, die Genüsse vielfältiger zu gestalten, werden im Kapitalismus nur dazu entwickelt, um jede Minute, die der Arbeiter weniger für sich arbeiten muss, in Mehrarbeitszeit zu verwandeln. (552)

#### 16. Kapitel: Verschiedene Formeln für die Rate des Mehrwerts
Durch die Methoden der absoluten und relativen Mehrwertproduktion ist v nicht mehr nur eine einfach vorausgesetzte Größe, sondern Resultat des beständig revolutionierten kapitalistischen Produktionsprozess.
Die Formel: M/V = Mehrwert/Wert der Arbeitskraft = Mehrarbeit/Notwendiger Arbeit, drückt genau dieses die Mehrwertrate bestimmende Verhältnis aus. Das Kapital schießt Geld vor, weil der Einkauf dieser Ware die einzige Quelle, der Grund von Mehrwert ist, ihre Konsumtion ihm Gewinn beschert. Die Mehrwertrate ist ein Wertverhältnis, das über ein in der Produktion eingerichtetes Zeitverhältnis hergestellt wird.
In der von der klassischen bürgerlichen Ökonomie aufgestellten Formel – Mehrarbeit/Arbeitstag = Mehrwert/Produktenwert = Mehrprodukt/Gesamtprodukt – ist der Zusammenhang von Kauf der Arbeitskraft zu ihrem Wert und Anwendung in der Produktion des Mehrwerts ausgelöscht. Sie nimmt den Mehrwert nur als Resultat der Produktion auf, als Verhältnis der Arbeitszeiten oder Produkte, worin sich die Werte verkörpern, unterschlägt den Austausch des variablen Kapitals mit der lebendigen Arbeitskraft und den entsprechenden Ausschluss des Arbeiters vom Produkt (S. 553). Sie hält also die formell selbständigen, aber zusammengehörigen Akte Kauf und Verausgabung der Arbeitskraft gegeneinander fest, setzt sie in eine äußerliche Beziehung und vergleicht die jeweiligen Wertgrößen miteinander. Der Mehrwert erscheint ihr als Überschuss des Arbeitstages über die in den Prozess eingehenden Werte und damit als Teil des gesamten Wertprodukts des Arbeitstages.
Diese Auffassung ist auch darin falsch, wie sie kapitalistische Produkte auffasst. Denn, produziert wird überhaupt nur, weil und sofern rentable Arbeit in Bewegung gesetzt wird. Die notwendige Arbeit findet nur für die und wegen der Mehrarbeit statt. Sie ist nicht nur Grund des Mehrwerts, sondern sie wird nur dann reproduziert, wenn Mehrarbeit abgeleistet.
Die Formel: Mehrwert/Wert der Arbeitskraft = Mehrarbeit/Notwendiger Arbeit = Unbezahlte/bezahlter Arbeit sagt, dass Arbeitskraft nur dann und einzig zu dem Zwecke gekauft wird, dass sie Mehrwert produziert. Sie unterscheidet sich von der 1. Formel dadurch, dass sie an der Verausgabung der Arbeitskraft deren Verhältnis zum Zweck ihres Einkaufs ausgedrückt. Das Kapital ist nicht nur Kommando über Arbeit, sondern Kommando über ein bestimmtes Quantum unbezahlter fremder Arbeit. (556)

### Sechster Abschnitt: Der Arbeitslohn
In der Marktwirtschaft erscheint der Lohn der Arbeiter formal als Preis ihrer Arbeit (557). In dieser Form der Bezahlung ihrer Arbeitskraft hat Arbeit einen Tauschwert, der im Lohn entgolten wird. Marx weist darauf hin, dass sich in dieser Praxis der Grund des Arbeitslohns ins Gegenteil verkehrt (559). Diesen Widerspruch will er erklären:
In der Form der Lohnzahlung wird der Tageswert der Arbeitskraft – der nur einem Teil ihres Wertprodukts entspricht – als Wert der Tagesarbeit ausgedrückt. Die Bezahlung des Gesamtarbeitstages ist identisch mit der Aneignung der unbezahlten Arbeitsstunden. Diese Form löscht jede Spur der Teilung des Arbeitstages in notwendige Arbeit und Mehrarbeit, in bezahlte und unbezahlte Arbeit aus. Alle Arbeit erscheint als bezahlte Arbeit (562).
Das ist die Realität der Lohnzahlung: Die Bezahlung durch den Arbeitgeber verbirgt, dass die Ableistung unbezahlter Arbeit die Bedingung dafür ist, die notwendige Arbeit bezahlt zu bekommen. Ausbeutung der Arbeitskraft existiert in der Erscheinungsform ihres Gegenteils: Bezahlung der Arbeit. Auf dieser Erscheinungsform, die das wirkliche Verhältnis unsichtbar macht und sein Gegenteil offenbart, beruhen alle Rechtsvorstellungen der Arbeiter wie Kapitalisten, alle Rechtfertigungen der kapitalistischen Produktionsweise (562).
Die beiden Grundformen des Arbeitslohns – Zeit- und Stücklohn – gehen aus der Bestimmung hervor, dass die Bezahlung von Arbeit das Mittel zur Aneignung unbezahlter Arbeit ist. Die Art der Bezahlung stellt die Ableistung unbezahlter Arbeit absolut und relativ sicher. Sie bezieht das Entgelt auf Einheiten der Arbeitszeit und der aus der Arbeit resultierenden Produktenmenge. Durch Bezahlung der Gebrauchszeit der Arbeitskraft (Zeitlohn) eignet sich das Kapital mit jeder bezahlten Arbeitsstunde unbezahlte Arbeit an. Es kann sogar Mehrarbeit aus der Arbeitskraft herausschlagen, ohne die zu seiner Selbsterhaltung notwendige Arbeitszeit einzuräumen (568). Der Stücklohn ist nur ein modifizierter Zeitlohn: Die verausgabte Arbeit wird durch die in gegebenem Zeitraum produzierten Stücke gemessen, worin sie sich in bestimmter Zeitdauer verdichtet (576). Er erzeugt den Anschein, als ob Arbeiter einen bestimmten Anteil am Produkt erhielten. Es ist aber nur eine andre Form, die Arbeitszeit zu messen und ein Hebel, um die intensivste Leistung während ihrer Dauer zu mobilisieren.

### Siebter Abschnitt: Der Akkumulationsprozess des Kapitals

#### 22. Kapitel. Verwandlung von Mehrwert in Kapital
Dieses Kapitel enthält den Beginn einer marxistischen Wachstumstheorie. Es erläutert, wie der Mehrwert in Kapital umgewandelt wird und warum daraus ein Wachstumszwang entsteht:

„Außerdem macht die Entwicklung der kapitalistischen Produktion eine fortwährende Steigerung des in einem industriellen Unternehmen angelegten Kapitals zur Notwendigkeit, und die Konkurrenz herrscht jedem individuellen Kapitalisten die immanenten Gesetze der kapitalistischen Produktionsweise als äußere Zwangsgesetze auf. Sie zwingt ihn, sein Kapital fortwährend auszudehnen, um es zu erhalten und ausdehnen kann er es nur vermittelst progressiver Akkumulation.“

Er beschreibt außerdem, wovon die Geschwindigkeit der Akkumulation abhängt, nämlich dem Ausbeutungsgrad, der Produktivität und der Größe an vorgeschossenem Kapital.

#### 24. Kapitel. Die sogenannte ursprüngliche Akkumulation
Hauptartikel „Die sogenannte ursprüngliche Akkumulation“ im „Kapital“

#### 25. Kapitel. Die moderne Kolonisationstheorie
Marx beschreibt die ökonomischen Verhältnisse in den Kolonien. Dies tut er, um die nach seiner Ansicht zu simpel gestrickten Theorien der 'politischen Ökonomie' (hier besonders E. Wakefield) bloßzustellen. Er gibt ein Beispiel:
„Herr Peel, jammert er [Wakefield] uns vor, nahm Lebensmittel und Produktionsmittel zum Belauf von 50.000 Pfd. St. aus England nach dem Swan River, Neuholland, mit. Herr Peel war so vorsichtig, außerdem 3000 Personen der arbeitenden Klasse, Männer, Weiber und Kinder mitzubringen. Einmal am Bestimmungsplatz angelangt, 'blieb Herr Peel, ohne einen Diener, sein Bett zu machen oder ihm Wasser aus dem Fluss zu schöpfen'. Unglücklicher Herr Peel, der alles vorsah, nur nicht den Export der englischen Produktionsverhältnisse nach dem Swan River! (…) Man weiß: Produktions- und Lebensmittel, als Eigentum des unmittelbaren Produzenten, sind kein Kapital. Sie werden Kapital nur unter Bedingungen, worin sie zugleich als Exploitations- und Beherrschungsmittel des Arbeiters dienen.“ (S. 793f)
Marx beschreibt im Folgenden die Maßnahmen, die das kapitalistische Mutterland England und später die eigenständigen Regierungen in den Kolonien ergriffen, um eine kapitalistische Produktionsweise durchzusetzen. Hierzu gehörte laut Marx ein künstlich verordneter Bodenpreis, der die Immigranten zwang, zunächst ein Lohnarbeitsverhältnis einzugehen, das den Kapitaleignern weiteres Kapital akkumulierte. Im Weiteren diente dieses Kapital dazu, „Habenichtse aus Europa in die Kolonien zu importieren und so dem Herrn Kapitalisten seinen Lohnarbeitsmarkt vollzuhalten“ (S. 800). Zum Dritten habe „der Amerikanische Bürgerkrieg eine kolossale Nationalschuld in seinem Gefolge gehabt und mit ihr Steuerdruck, Erzeugung der allergemeinsten Finanzaristokratie, Verschenkung eines ungeheuren Teils der öffentlichen Ländereien (…) – kurz die rascheste Zentralisation des Kapitals“ (S. 801).
Marx schließt das 25. Kapitel und zugleich den ersten Band des Kapital mit der Bemerkung, dass es ihm weniger um den Zustand der Kolonien gehe, als vielmehr – im Anklang an den Siebenten Abschnitt 'Der Akkumulationsprozess des Kapitals' (Kapitel 21–24) – nochmals zu zeigen: „kapitalistische Produktions- und Akkumulationsweise (…) bedingen die Vernichtung des auf eigner Arbeit beruhenden Privateigentums, d. h. die Expropriation des Arbeiters.“ (S. 802)

## Ausgaben

### Erstausgaben 1867 bis 1890 in deutscher Sprache
- 1867: Buch I, Verlag Otto Meissner, Hamburg. (Digitalisat und Volltext im Deutschen Textarchiv)[5]
  - Zweite verbesserte Auflage 1872 Digitalisat, Nachwort Seite 821 ff
  - Dritte vermehrte Auflage 1883 (hg. von F. Engels) Digitalisat Zur dritten Auflage
  - Vierte durchgesehene Aufl. 1890 (hg. von F. Engels)Digitalisat „Zur vierten Auflage S. XXII.“

### Marx-Engels-Werke (MEW)
- MEW Band 23: Das Kapital Band 1, Online-Version

### Marx-Engels-Gesamtausgabe der deutschen Ausgaben
Marx-Engels-Gesamtausgabe (MEGA), Zweite Abteilung. „Das Kapital“ und Vorarbeiten.
- Zweite Abteilung. Band 5 (1867)[7]
- Zweite Abteilung. Band 6 (1872)
- Zweite Abteilung. Band 8 (1883)
- Zweite Abteilung. Band 10 (1890)

### Neuausgabe 2022
- Kritik der politischen Ökonomie. Erster Band: Der Produktionsprocess des Kapitals. Erstausgabe von 1867 [mit Seitenkonkordanz zur MEGA2], herausgegeben vom Institut für Sozialkritik, Freiburg/Wien 2022, ISBN 978-3-86259-149-7.

## Rezeption
Das Werk erhielt kurz nach Erscheinen gute Kritiken von Friedrich Engels und Josef Dietzgen im Demokratischen Wochenblatt, durch Johann Baptist von Schweitzer in Der Social-Demokrat sowie von Ludwig Feuerbach. Arnold Ruge lobte es als „epochemachendes Werk“, das „eine mächtige Wirkung ausüben“ wird. Auch Eugen Dühring rezipierte das Buch positiv, wobei Marx dies eher als indirekte Agitation gegen Wilhelm Roscher wertete. Ferdinand Freiligrath sah das Buch, entgegen seinem eigentlichen Zweck, als unter Händlern und Fabrikanten beliebt sowie für Gelehrte „als Quellenwerk unentbehrlich“ an.
Die Saturday Review besprach das Werk in der Ausgabe vom 18. Januar 1868. Hier wurden Marx’ Ansichten als „schädlich“ erachtet, zugleich aber die „eingängige Logik, seine kraftvolle Rhetorik und der Charme“ seiner Darlegungen ökonomischer Probleme gelobt. Ein Kritiker in der St. Petersburger Zeitung hob gleichfalls die „ungewöhnliche Lebendigkeit“ der Schrift hervor. Der englische Sozialist William Morris sah das Werk hingegen als verwirrend an.
Am 4. November 2006 wurde am Düsseldorfer Schauspielhaus das Theaterstück Karl Marx: Das Kapital, Erster Band uraufgeführt, das auf dem Werk basiert. Es stammt von Helgard Haug und Daniel Wetzel und wurde 2007 mit dem Mülheimer Dramatikpreis ausgezeichnet.
Der 150. Jahrestag der Erstveröffentlichung fand in den deutschsprachigen Medien breiten Widerhall. In der Zeitschrift Melodie und Rhythmus wurden hingegen verschiedene nichtkommunistische Interpretationen, die anlässlich des Jubiläums erschienen, kritisiert.

## Weltdokumentenerbe
Der erste Band des Kapitals wurde im Juni 2013 auf die Liste des Weltdokumentenerbes gesetzt.